# Géographie de la Californie
Vous lisez un « article de qualité » labellisé en 2007.
La géographie de la Californie est riche et très diverse. Troisième plus grand État (423 970 km2) des États-Unis après l’Alaska et le Texas, la Californie s’étend sur 1 300 km du nord au sud et 400 km d'est en ouest (longueurs maximales). Elle appartient à l’Ouest américain et à la région de la Sun Belt. Bordée à l’ouest par l’océan Pacifique, au nord par l’Oregon, à l’est par le Nevada et l’Arizona, elle possède une frontière commune avec le Mexique (État de Basse-Californie), par ailleurs une des frontières les plus inégalitaires au monde d’un point de vue économique. Les paysages californiens sont très contrastés, avec un littoral nord brumeux, montagneux et boisé, une vallée centrale très fertile, des montagnes enneigées et des déserts brûlants. Son point culminant est le mont Whitney (4 420 mètres).
On distingue généralement la Californie du Nord (dont San Francisco est la métropole) et la Californie du Sud polarisée par Los Angeles, plus proche de la frontière mexicaine. La capitale de l’État est Sacramento, mais la ville la plus peuplée est Los Angeles.
La puissance économique de la Californie vient de ses multiples atouts naturels et humains ainsi que d’une image positive véhiculée par le cinéma et les séries télévisées. Région la plus dynamique et la plus riche de la Sun Belt, elle attire toujours de nombreux Américains et étrangers.

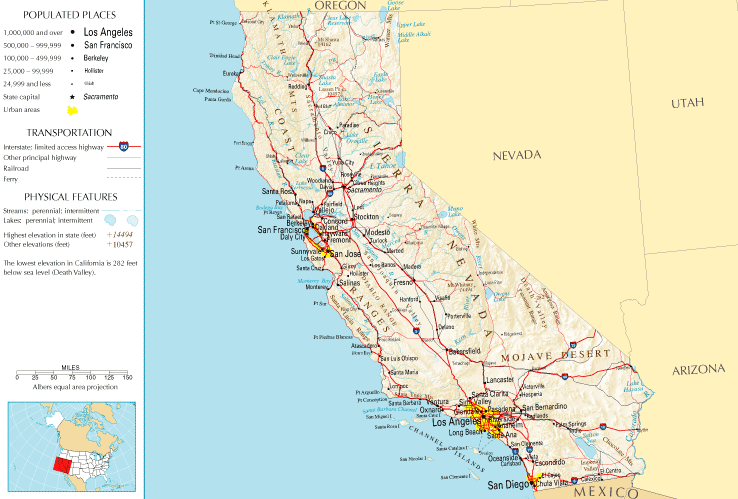
Carte de la Californie.

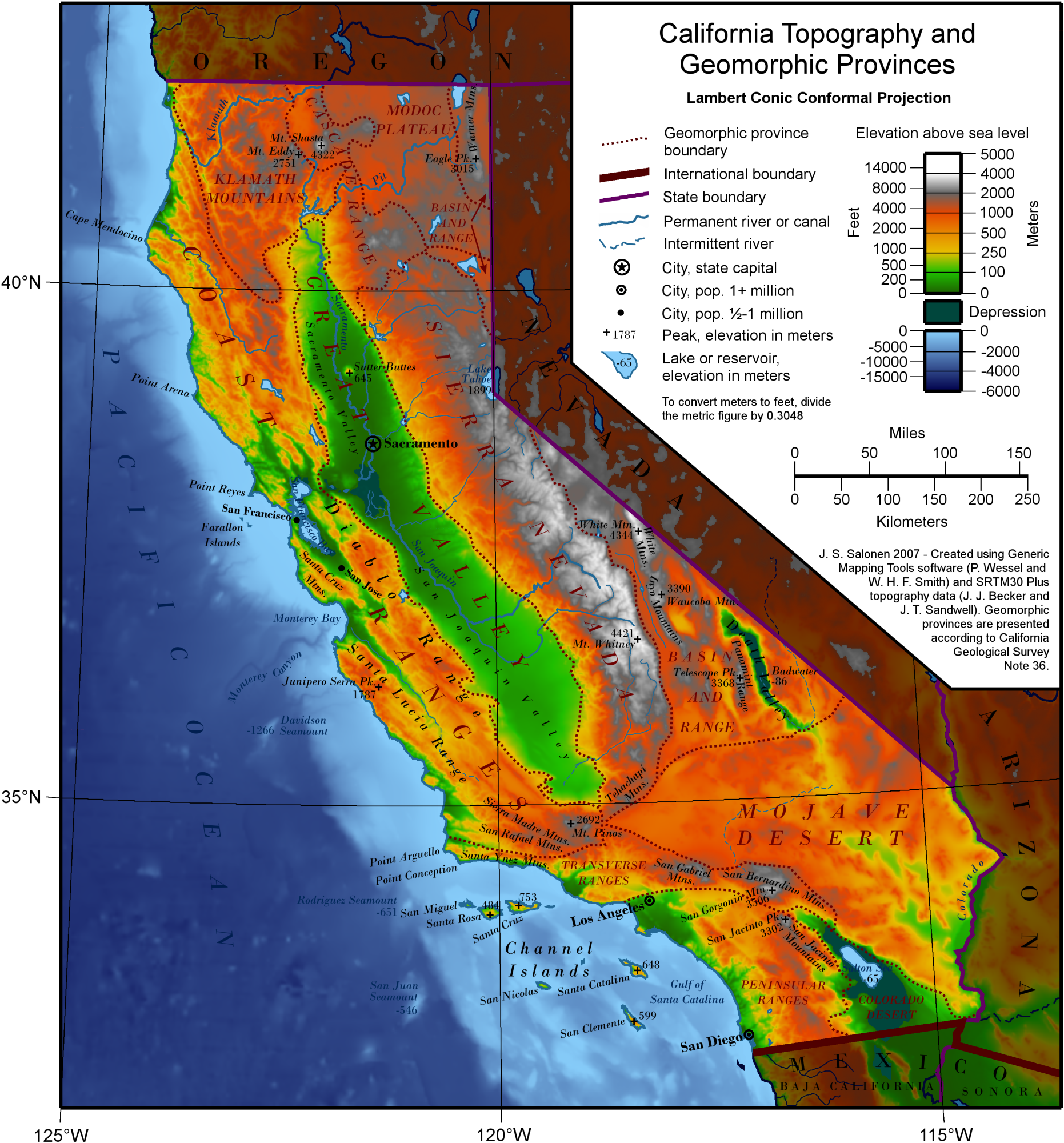
Carte du relief californien.

## Situation
La Californie est bordée au nord par l'Oregon à l'est par le Nevada et l'Arizona, au sud par le Mexique et à l'ouest par l'océan Pacifique. Elle s’étend en latitude de 42°N à 32°30’N,,, ce qui lui confère une longueur nord-sud d’environ 1 300 km. Elle se situe entre 114°8'W au sud et 124°24'W au cap Mendocino. Sa largeur varie entre 240 et 400 km.

## Géographie physique: généralités
La Californie s’étire sur dix degrés de latitude, soit le même écart qui sépare Paris du sud de l’Italie, ce qui peut expliquer en partie les contrastes climatiques qui marquent son territoire. Ces derniers sont amplifiés par les différences d’altitudes.
L’État détient plusieurs records aux États-Unis : le point le plus bas et le plus chaud du pays (Badwater, vallée de la Mort) ; les arbres les plus hauts (séquoias) et les plus vieux (pins de Bristlecone) ; la population la plus nombreuse (39 millions d’habitants en 2015).
Les curiosités naturelles de Californie :

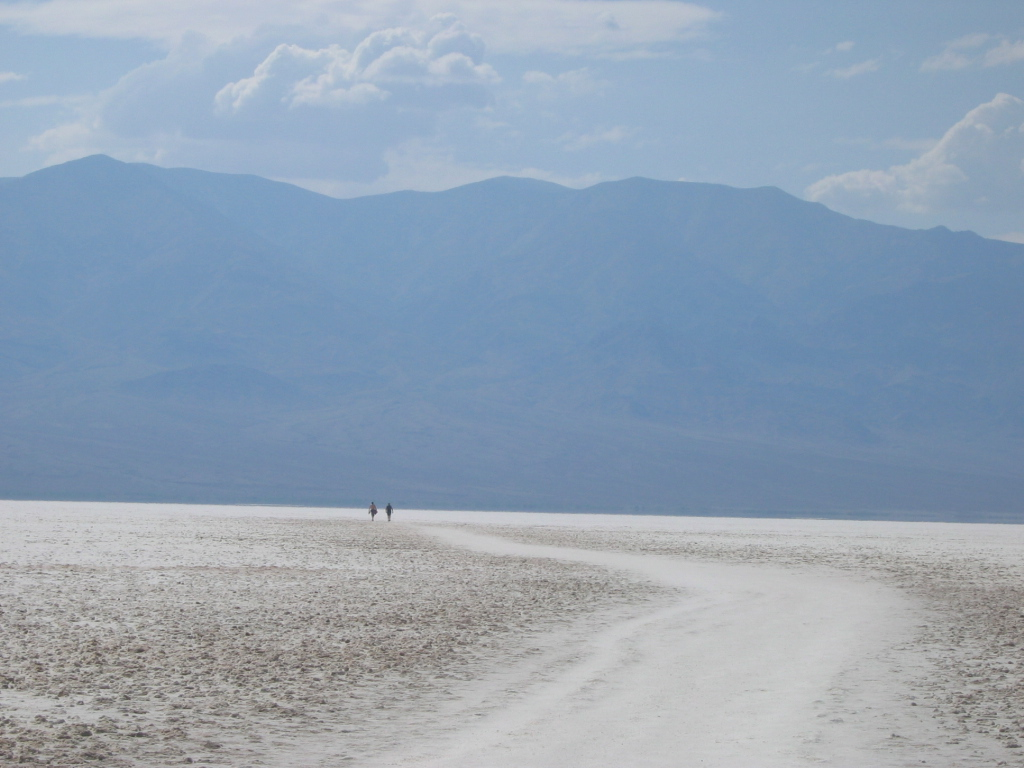
Badwater : le point le plus bas.
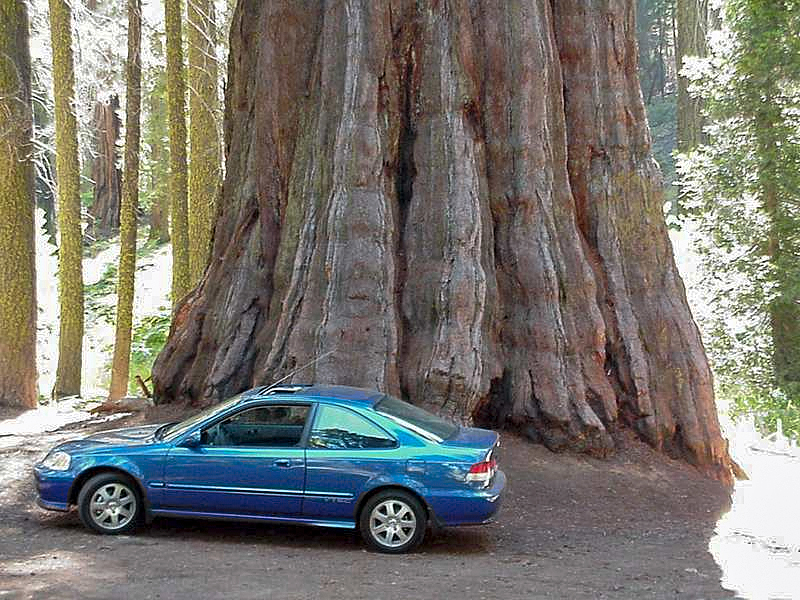
Le séquoia géant.
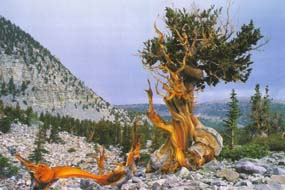
Le pin de Bristlecone.

### Relief et géomorphologie

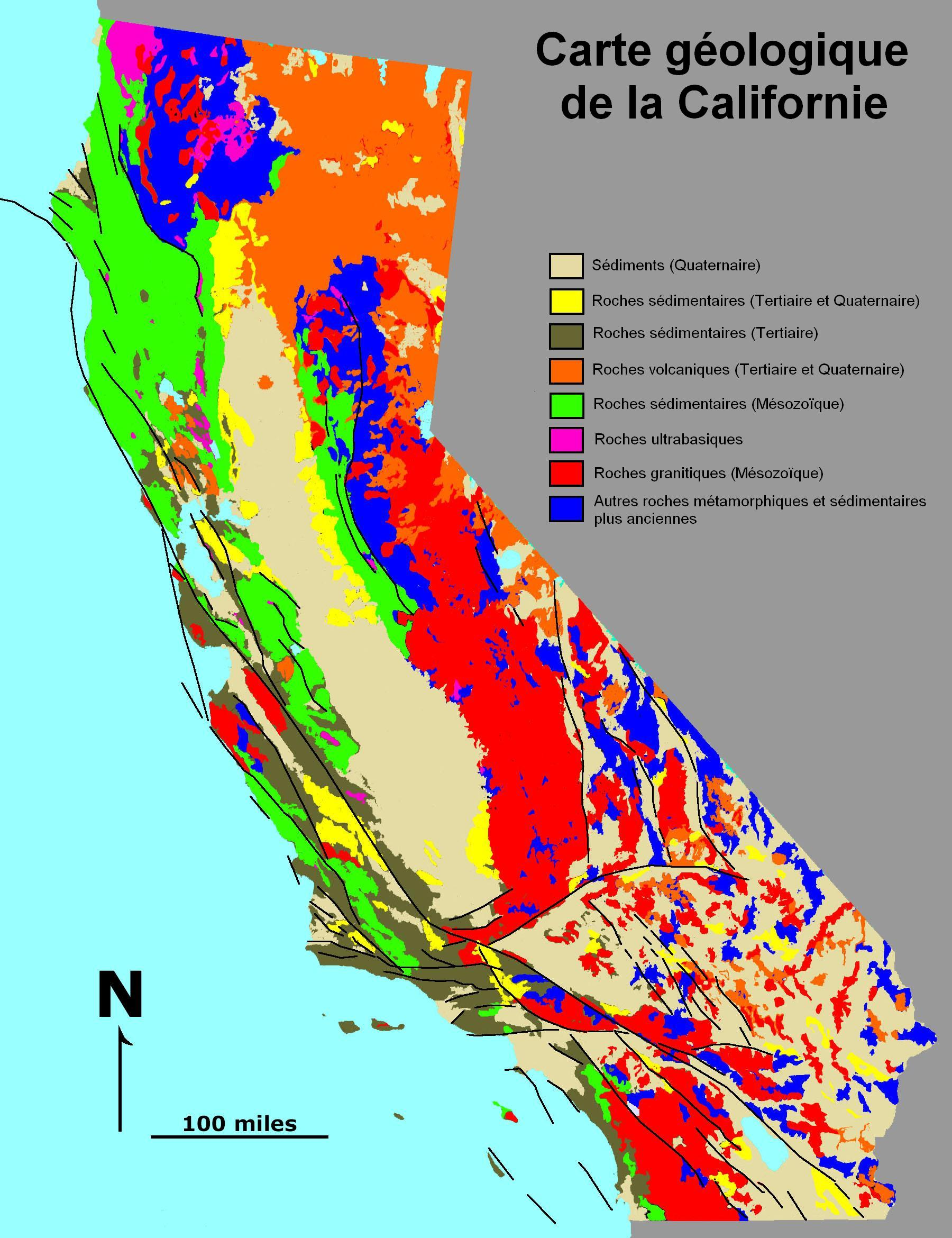
Carte géologique de la Californie.

Une grande partie de la Californie est montagneuse : plusieurs massifs et chaînes constituent des obstacles mais permettent aussi l’installation de stations de sports d’hiver. L’organisation du relief est à peu près méridienne : le Grand Bassin occupe les marges orientales de l’État ; il est bordé par la Sierra Nevada, dont le point culminant est le mont Whitney (4 420 mètres), le plus haut sommet des États-Unis en dehors de l’Alaska. Au nord se trouvent plusieurs systèmes montagneux et des plateaux. La vallée centrale de Californie est encadrée par la Sierra Nevada à l’est et les chaînes côtières du Pacifique (California Coast Ranges) à l’ouest.
La disposition longitudinale du relief s’explique par une orogenèse particulière : les formes du relief californien résultent directement ou indirectement de la tectonique des plaques. La plaque pacifique glisse lentement en direction du nord-ouest, le long de la plaque continentale nord-américaine. Ce frottement provoque des séismes, notamment sur la faille de San Andreas qui court du golfe de Californie au nord de San Francisco. Des milliers de tremblements de terre imperceptibles ont lieu chaque année, mais les Californiens redoutent le « Big One », un violent séisme qui ferait beaucoup de victimes, à l’instar du tremblement de terre de 1906 à San Francisco.
L’État s’est doté d’un système de surveillance et d’alerte sismique. Les gratte-ciel de Los Angeles et de San Francisco respectent les normes de construction parasismique. Les séismes peuvent également se produire dans l’océan Pacifique : le 14 juin 2005, un séisme d’une magnitude 7 s’est déclenché à une centaine de kilomètres au large des côtes californiennes et à 480 km au nord-ouest de San Francisco, sans faire de dégâts. Une alerte au tsunami a été lancée, en particulier pour la ville de Crescent City, dans le comté de Del Norte.
Les montagnes californiennes appartiennent à l’ensemble des chaînes pacifiques de l’Ouest américain et de la ceinture de feu du Pacifique. La Sierra Nevada et les monts Klamath se sont formés au Jurassique supérieur lors de la phase névadienne, alors que les chaînes côtières résultent de la phase orégonienne (Crétacé moyen). Le frottement des plaques pacifique et américaine provoque une montée de magma vers la surface. Les traces de l’activité volcanique (geysers, fumerolles, sources thermales) sont visibles dans la région du lac Mono et surtout au pic Lassen et au mont Shasta, les deux principaux volcans du nord de l’État : la Californie se trouve sur la ceinture de feu du Pacifique. La géothermie est développée au nord de San Francisco et au sud de la Vallée impériale.
L’érosion glaciaire passée a sculpté les vallées encaissées de la Sierra Nevada, comme celle du Yosemite. La Vallée Centrale est une dépression d’origine tectonique, couverte par les molasses résultant de l’érosion des montagnes qui l’encadrent. À l’est enfin, le Grand Bassin a été déformé par l’élévation de la Sierra Nevada et par l’orogénie laramienne, qui donna naissance aux Montagnes Rocheuses, à la fin du Crétacé.

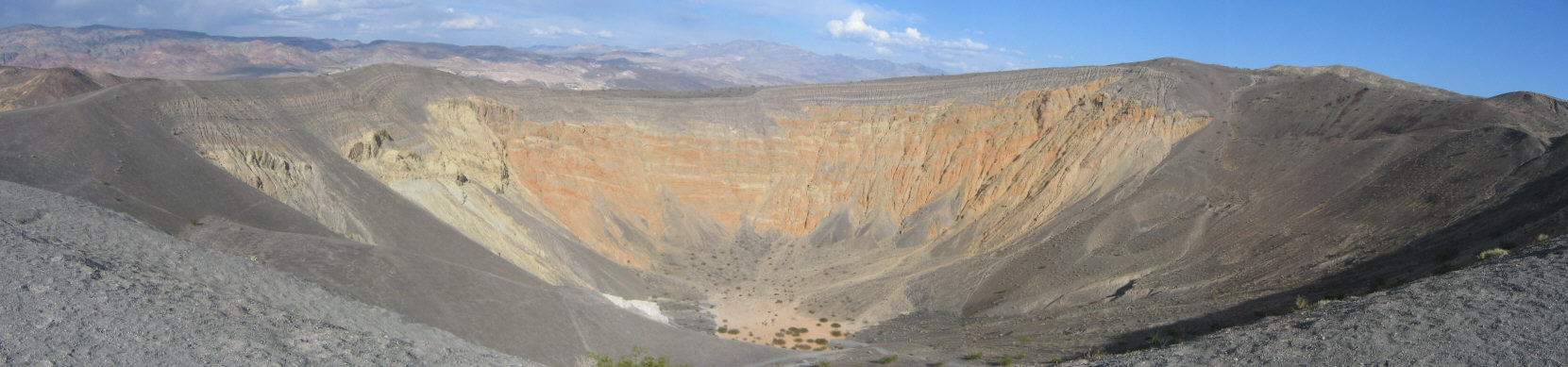
Ubehebe Crater. Un volcan éteint de la vallée de la Mort.

### Hydrologie

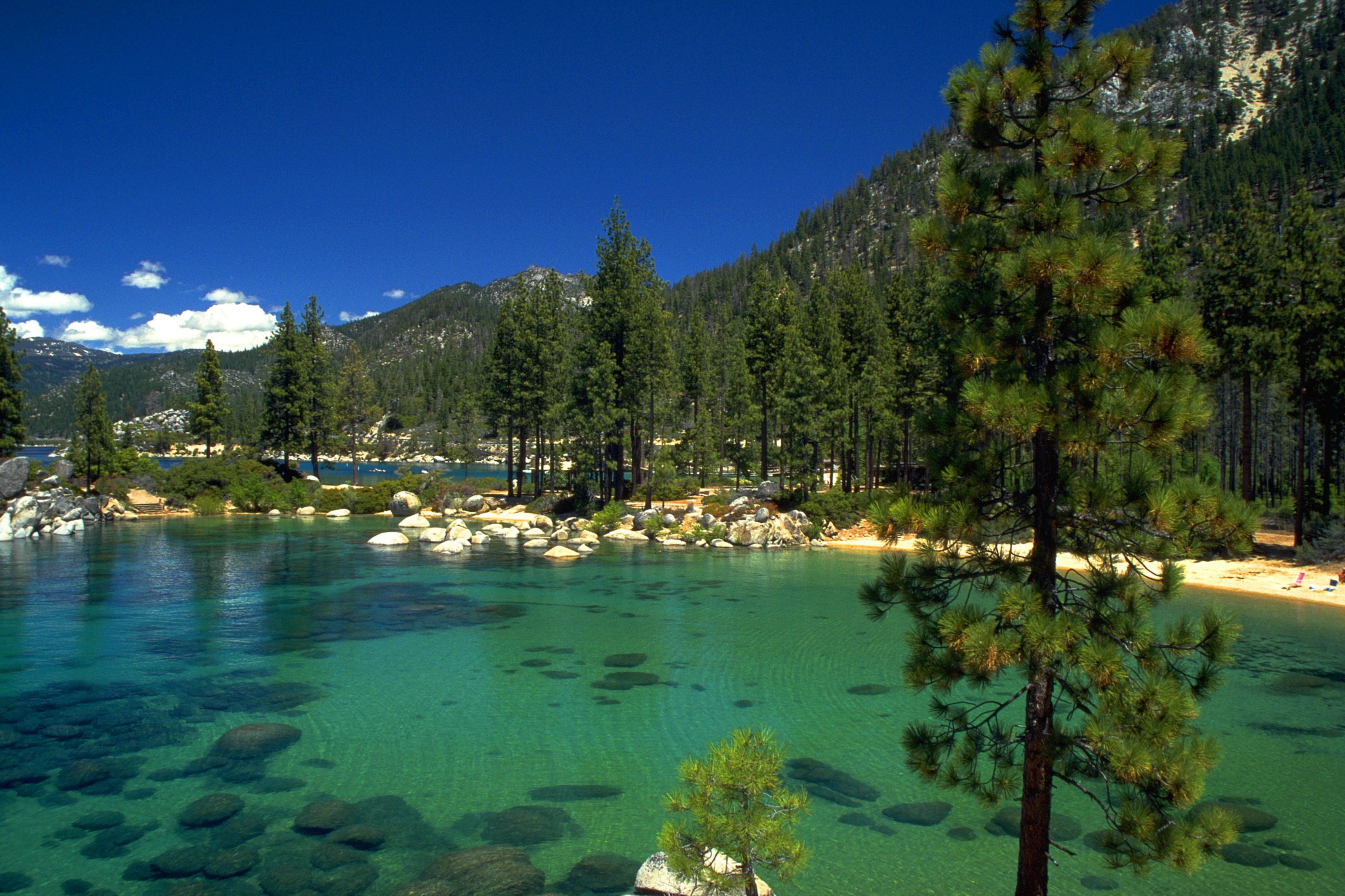
Lac Tahoe, dans la Sierra Nevada.

La ligne de partage des eaux se trouve dans la Sierra Nevada : la majorité des cours d’eau de la Californie se jette dans l’océan Pacifique ; les autres ont un écoulement de type endoréique et finissent dans l’État voisin du Nevada, dans le Grand Bassin. Les rivières et les fleuves côtiers coulent de façon parallèle aux chaînes, jusqu’à ce qu’ils se fraient un passage vers la Vallée Centrale ou le Pacifique. La plupart des fleuves californiens ont un régime hydrologique d’écoulement en haute montagne. Seuls les cours d’eau des régions désertiques ont un régime particulier et certains sont à sec de façon définitive ou temporaire.
Le fleuve Colorado marque la frontière entre la Californie et l’Arizona. Les deux plus grands fleuves exclusivement californiens coulent dans la Vallée Centrale de Californie : au nord, le Sacramento prend sa source près du mont Shasta et parcourt environ 615 km pour se jeter dans la baie de San Francisco en formant un delta. Au sud, le San Joaquin est navigable jusqu’à la ville de Stockton. Il prend sa source dans l’ouest de la Sierra Nevada, près de Mammoth Mountain et mesure environ 560 km.
4,7 % du territoire californien, soit 20 037 km2, est sous l'eau. L'État compte de nombreux lacs : le plus étendu est la Salton Sea, dans la Vallée impériale, mais il s'agit d'un lac artificiel. Le lac Owens a été complètement asséché à cause des prélèvements humains et des changements climatiques à long terme. La Sierra Nevada constitue le château d’eau de la Californie : ainsi, le lac Tahoe est le plus grand lac de la chaîne. Situé à 1 867 mètres d’altitude, il mesure 19 km de large et 35 km de long, pour une superficie d'environ 502 km2. Avec ses 495 mètres de profondeur, il est le troisième lac le plus profond d'Amérique du Nord et le huitième du monde.

### Les climats de Californie

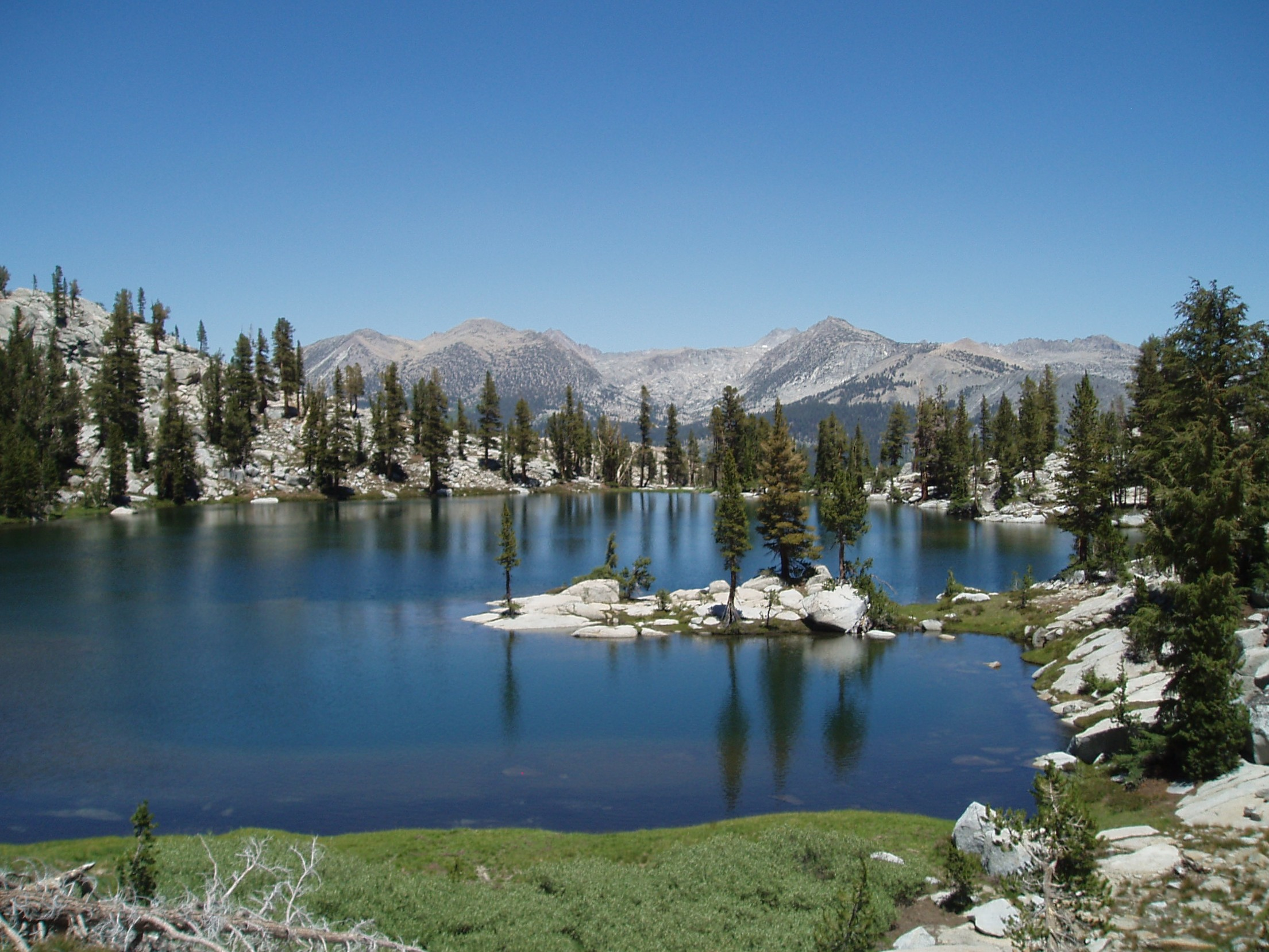
La Sierra Nevada connaît un climat montagnard.

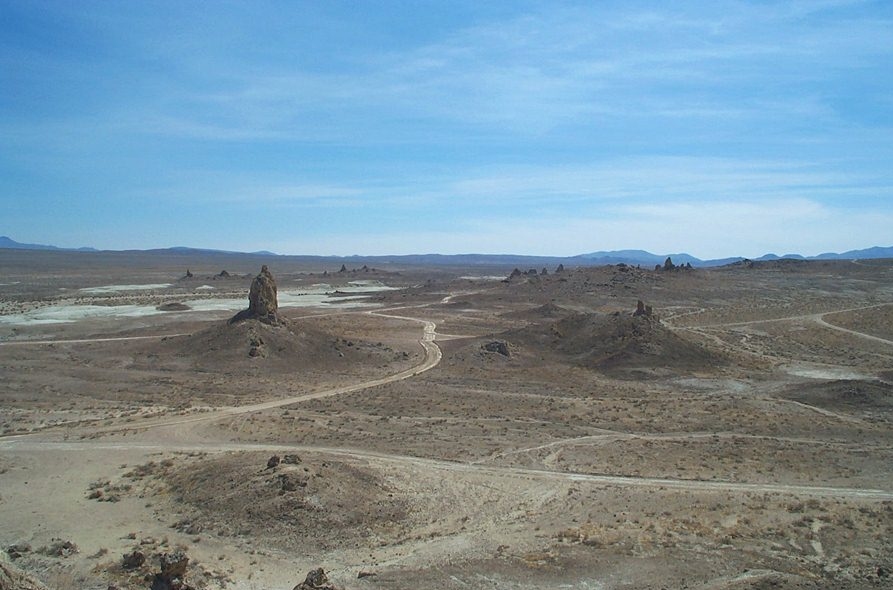
Le désert des Mojaves, une région aride du sud de la Californie.

On admet généralement que la Californie a un climat méditerranéen d’un type particulier, puisque les étés sont frais et brumeux le long des côtes. Le maximum des températures arrive tard, au mois de septembre. Les précipitations sont relativement faibles durant la moitié de l’année. Cependant, les différences à grande échelle sont importantes. Trois éléments entrent en jeu pour comprendre le climat californien : le courant de Californie, le relief et la latitude.
Un courant marin froid venu d'Alaska, le courant de Californie, entretient le long de la côte un climat tempéré. Au-dessus des terres, les courants ascendants aspirent l’air marin, dont l’humidité se condense et forme des brouillards tenaces. L’été, c’est toute la cuvette de la Vallée Centrale qui sert d’aspirateur : plus il fait chaud dans la vallée et plus les brouillards sont forts et durables. La disposition longitudinale du relief est en cause dans la répartition des précipitations et des températures. Ainsi, les chaînes côtières font obstacle aux vents océaniques qui apportent pluie et fraîcheur. Au fur et à mesure qu’on s’éloigne vers l’intérieur du continent, les précipitations diminuent : la Vallée Centrale ne reçoit que peu d’eau. En arrivant sur les contreforts de la Sierra Nevada, les nuages montent en altitude et déversent leurs précipitations abondantes sur la chaîne de montagnes : ainsi, dans le Blue Canyon près du lac Tahoe, le total des précipitations est de 1 685 mm par an. Ces précipitations alimentent les rivières et façonnent les canyons.
Si la situation du relief agit sur les précipitations, les températures évoluent en fonction de l’altitude, mais aussi selon la latitude : la Californie du Sud est plus sèche et plus chaude que la Californie du Nord. Au sud-est de l’État s’étendent des régions désertiques ou semi-désertiques, très dissemblables selon leur latitude : par exemple, la Vallée impériale reçoit 76 mm de pluie par an. À Alturas, dans le comté de Modoc, dans le coin nord-est, le nombre de jours de gel par an est de 254 à 1 300 mètres d’altitude. Il ne gèle jamais dans le centre de San Francisco, Los Angeles ou San Diego.
Le record de froid est de −43 °C enregistré le 20 janvier 1937 à Boca dans l'est.
Les risques liés aux aléas climatiques sont nombreux : le nord est menacé par les inondations provoquées par des précipitations abondantes ou par la fonte des neiges sur les montagnes au printemps. Dans le sud, c'est la sécheresse qui pose problème : la vallée de la Mort est l'endroit le plus chaud et le plus sec d'Amérique du Nord,. Certains secteurs reçoivent moins de 50 mm annuels de précipitations et sont hyperarides. 56,7 °C ont été mesurés le 10 juillet 1913 dans le parc national de la vallée de la Mort. La région de Los Angeles et de Santa Barbara est régulièrement dévastée par les incendies en été. Le régime des précipitations peut en outre être perturbé par l'apparition d'El Niño dans l'océan Pacifique.
| Station          | Région             | Latitude | Longitude | Altitude (m) | Précipitations (mm) | Températures (°C) | Nb de jours de gel |
| ---------------- | ------------------ | -------- | --------- | ------------ | ------------------- | ----------------- | ------------------ |
| Alturas          | Plateau de Modoc   | 41° 30’  | 35° 26’   | 1117         | 308                 | 8,2               | 254                |
| San Francisco    | Littoral centre    | 37° 46’  | 122 °26’  | 53           | 566                 | 14,6              | 0                  |
| Bakersfield      | Vallée centrale    | 35° 26’  | 119° 03’  | 149          | 164                 | 18,3              | 0                  |
| Los Angeles      | Littoral sud       | 34° 02’  | 118° 18’  | 56           | 384                 | 19                | 0                  |
| Vallée impériale | Désert du Colorado | 32° 51’  | 115° 34’  | -19          | 76                  | 22,3              | 0                  |

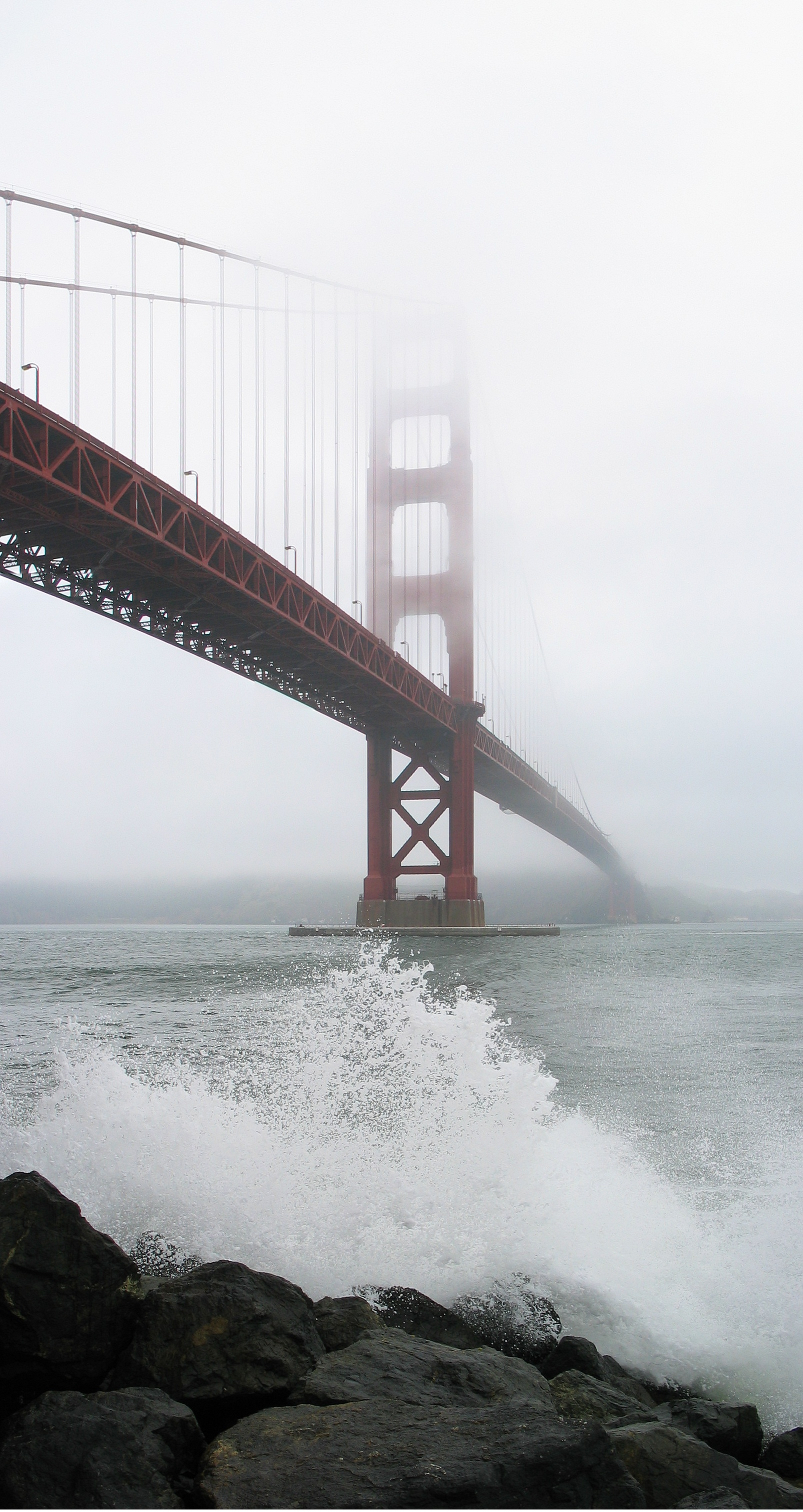
Brouillard à San Francisco.
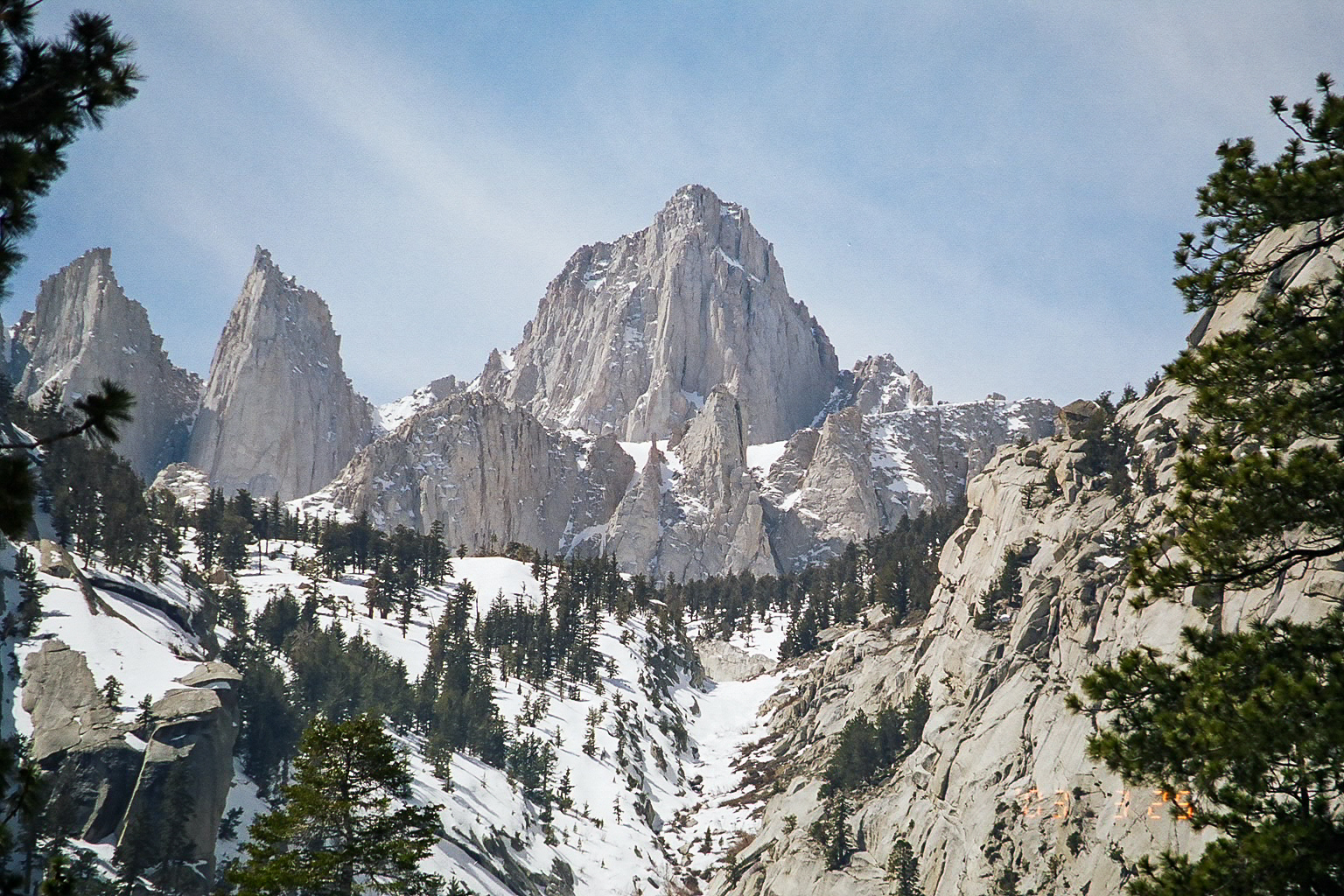
Neige dans la Sierra Nevada.
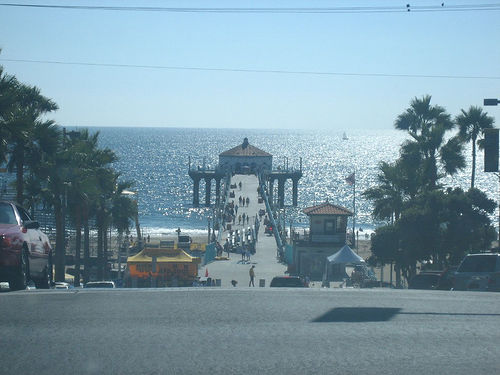
L'ensoleillement des plages du sud.
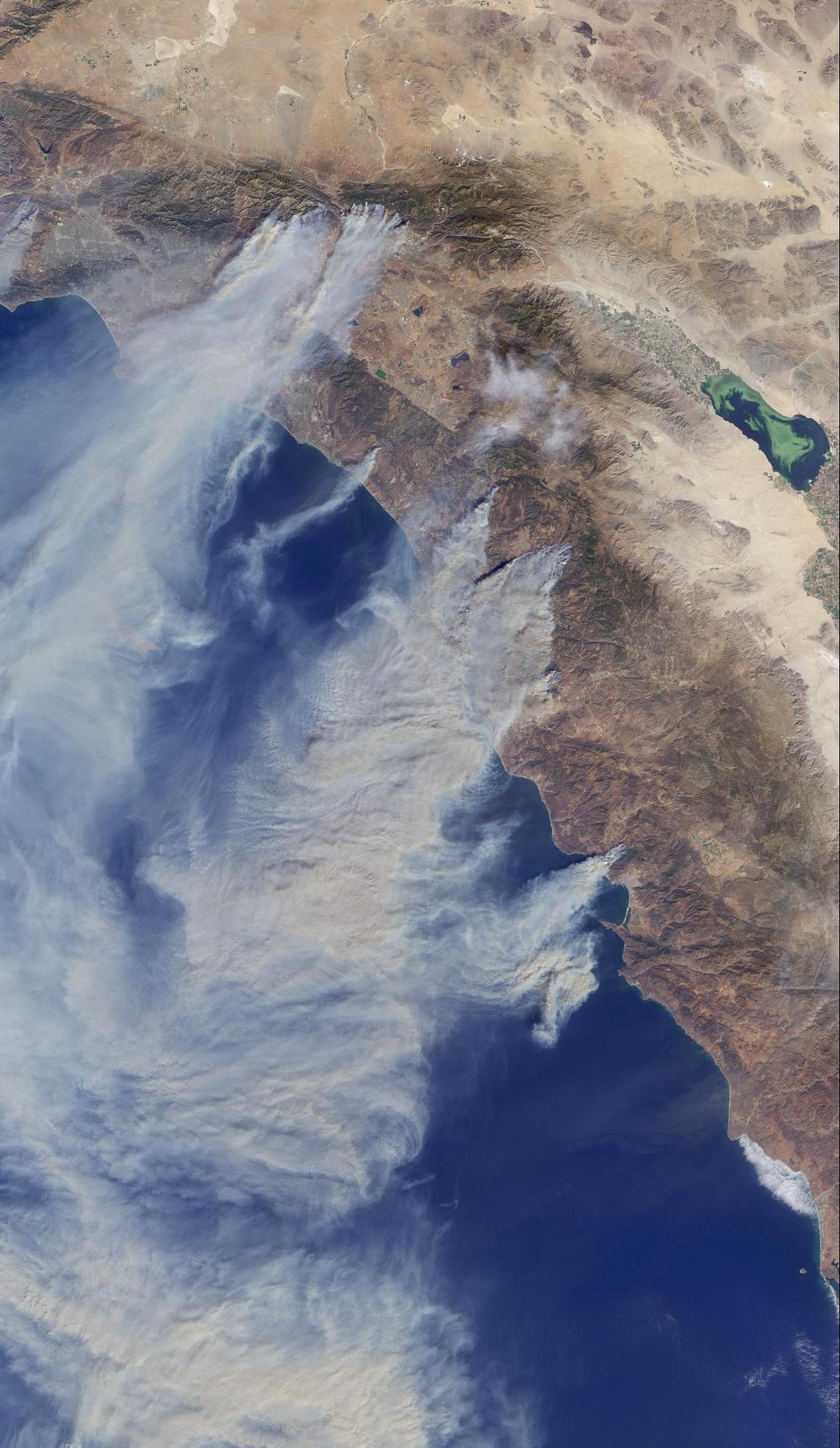
Image satellite montrant le vent de Santa Ana (Californie du Sud).

### Faune et flore

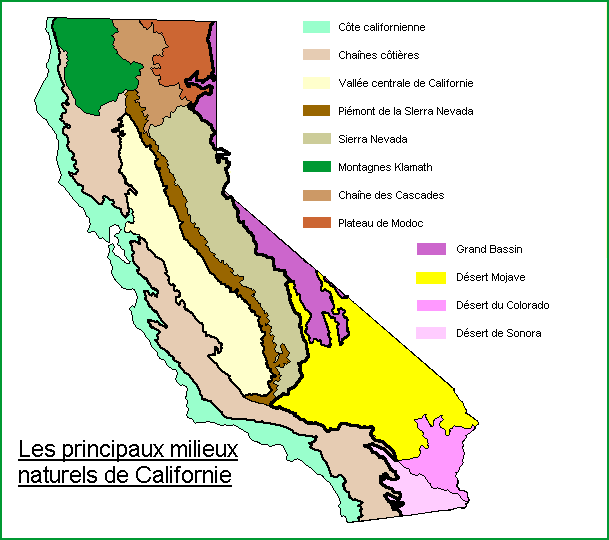
Carte des principales régions naturelles de Californie.

Les écosystèmes de Californie sont riches et variés. Le nord arrosé et frais est le domaine des grandes forêts de séquoias et de conifères, célébrées dans les poèmes de Walt Whitman. La très haute montagne est plantée de pelouses alpines. La vallée centrale a été drainée pour les besoins de l’agriculture et les espaces naturels y sont résiduels. La végétation du sud est adaptée à la sécheresse, aux feux de forêt et à l’aridité. Les plantes du désert cherchent l’eau en profondeur et ont une faible surface d’évaporation. Le pavot de Californie et le chaparral repoussent immédiatement après un incendie.
La faune dépend des conditions naturelles : elle s’ajuste aux contraintes liées au froid en altitude ou au manque d’eau dans le désert. On peut observer de multiples espèces d’oiseaux dans les marécages et sur le littoral.
Les Californiens ont choisi des symboles naturels pour leur État : il s’agit de la stipe à feuilles pennées, du séquoia, du pavot de Californie (Eschscholzia californica), du papillon Zerene eurydice, de la tortue du désert (Gopherus agassizii), de la truite dorée (Oncorhynchus aguabonita), de l’ours brun, de la baleine grise (Eschrichtius robustus) et du colin de Californie (oiseau).

### Un environnement fragile
L’environnement californien est rendu fragile par l’exploitation intensive des ressources et du milieu naturel afin de soutenir la croissance économique ; cependant, une prise de conscience écologique se développe et modifie timidement le modèle de développement de l’État.
La gestion des ressources en eau est un enjeu majeur en Californie. Aujourd’hui, la moitié de l’eau consommée provient de l’extérieur de l’État, grâce à des infrastructures financées par l’État fédéral. L’eau est un objet de concurrence entre les agriculteurs et les citadins. Trois millions d’hectares sont irrigués en Californie. Le captage de l’eau se fait par des aqueducs et des barrages. Il existe aussi des usines de dessalement. Les rivières qui descendent de la Sierra Nevada sont aménagés pour satisfaire les besoins urbains et économiques : la Hetch Hetchy valley, dans le parc national de Yosemite, a été ennoyée afin de constituer un réservoir pour San Francisco (7 millions d’habitants) ; l’alimentation de l’agglomération angeline (15 millions d’habitants) est assuré par l’aqueduc de Los Angeles et l’aqueduc de Californie (Californian aqueduc), qui capte l’eau 700 km plus au nord.
Les conséquences sur les écosystèmes sont dramatiques : le lac Owens est asséché depuis près de trente ans ; le fleuve Colorado n’est qu’un ruisseau quand il entre au Mexique, ce qui pose des problèmes de renouvellement de l’eau dans le golfe de Californie. Les ponctions en eau dans la Vallée Centrale affectent la migration des saumons vers l’amont.
L’autre grand problème écologique de la Californie concerne la qualité de l’air : l'État est le douzième pollueur de la planète. L’été, le brouillard conjugué à la pollution atmosphérique donne naissance au smog au-dessus de Los Angeles,. Des limitations de vitesse sont alors imposées. Enfin, de grands incendies touchent les forêts californiennes et menacent les villes du sud chaque été. Ils sont en général déclenchés par la foudre.
La Californie a été de longue date sensible aux questions environnementales. Dès le XIXe siècle, des hommes amoureux de la nature tels que John Muir ont interpellé les pouvoirs publics sur la nécessité de protéger les richesses naturelles de la région. Dans les années 1970, un courant écologiste s’épanouit en Californie, en relation avec le mouvement hippie. Aujourd’hui, 79 % des Californiens considèrent le réchauffement climatique comme une menace sérieuse. Le code d’éducation de l’État insiste pour que les élèves reçoivent une éducation aux problèmes de l’environnement. Les associations organisent des campagnes d’opinion et intentent des procès, par exemple pour la mauvaise utilisation des eaux. L’État a été le premier à imposer l’essence sans plomb et le pot catalytique. En 2006, on recensait 50 000 véhicules hybrides dans les limites de l'état.
Près de la moitié du territoire californien appartient à l’État. La Californie est l’État qui a créé le plus de parcs nationaux aux États-Unis, à égalité avec l’Alaska. Elle en compte huit qui totalisent quelque 25 324 km2. Le plus grand est le parc national de la vallée de la Mort qui couvre plus de 13 600 km2. La Californie possède en outre plusieurs dizaines de parcs d’État (State Parks), de réserves naturelles, de parcs historiques et d'aires récréatives d'une superficie totale de 6 337 km2. Ces parcs sont ouverts aux touristes et subissent une pression dénoncé par les écologistes : certains voudraient interdire complètement l’accès du parc de Yosemite pour en faire un sanctuaire naturel.
Le 30 août 2006, le gouverneur Arnold Schwarzenegger signe un accord avec le Parlement de Californie pour diminuer la production de gaz à effet de serre, mettant l’État en conformité avec le protocole de Kyoto. La décision AB32 a été prise de réduire d’un quart les émissions de gaz à effet de serre d’ici à 2020. Des sanctions financières seront prises contre les industries qui ne respectent pas cet engagement. Un marché de permis d’émissions sera créé et contrôlé par l’Air Resources Board. Le 20 septembre 2006, Bill Lockyer le ministre de la justice de la Californie, lance des poursuites judiciaires contre trois constructeurs automobiles américains et trois japonais, et leur demande des dommages et intérêts pour la pollution qu’ils engendrent. Le 23 avril 2009, la Californie se dote d'une réglementation contraignante pour réduire de 10 % l'intensité carbone des productions des raffineries, des producteurs et des importateurs de carburants vendus dans l'état d'ici à 2020.
Enfin, la Californie développe les énergies renouvelables : géothermie, énergie solaire et éolienne.
Dès les années 1980, la Californie a été pionnière dans la production d'énergies renouvelables avec plusieurs parcs éoliens (Altamont Pass, Tehachapi Pass, comté de Solano). Elle est l’un des États américains où l’énergie éolienne est la plus développée avec une capacité de production de plus de 2 040 MW installés en 2004. Depuis 2006, elle a été dépassée par le Texas. L'éolien ne produit que 1,5 à 2 % de l'électricité en Californie mais l'objectif est d'atteindre 20 % en 2030. Les principaux sites de production sont :
- Altamont Pass, à l'est de San Francisco compte aujourd'hui plus de 4 800 éoliennes d'une capacité totale de 5,76 MW[35]. Il s'agit de la plus grande concentration d'éoliennes du monde[36].
- San Gorgonio Pass près de Palm Springs possède plus de 3 500 éoliennes[37] d'une capacité supérieure à 615 MW[32].
- Tehachapi Pass dans le comté de Kern (sud de la Californie) produit l'électricité nécessaire à 500 000 personnes[38].

Quelques parcs nationaux californiens en images (classés du nord au sud) :

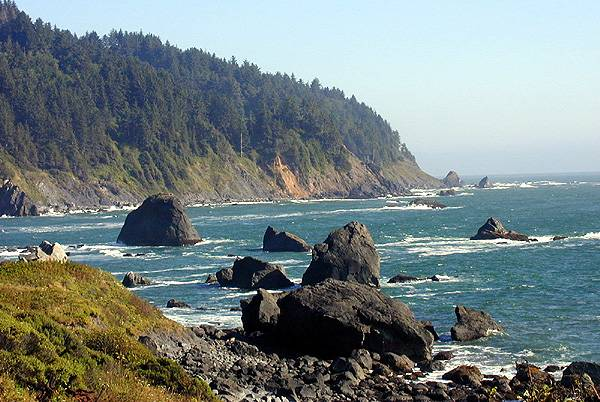
Parc national de Redwood.
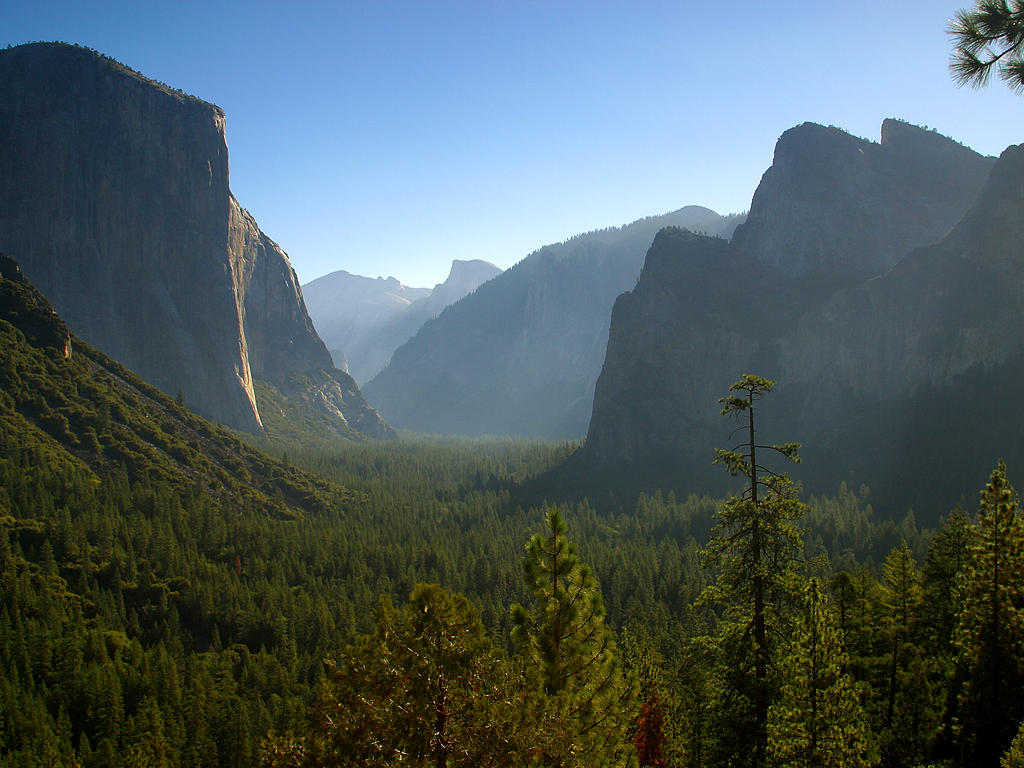
Parc national du Yosemite.
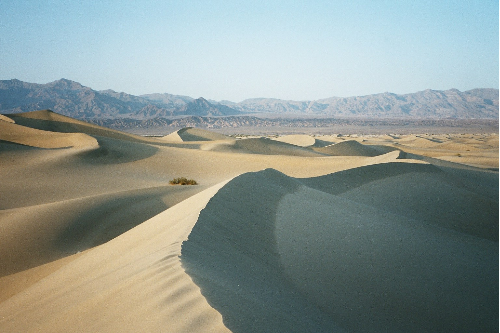
Parc national de la vallée de la Mort.
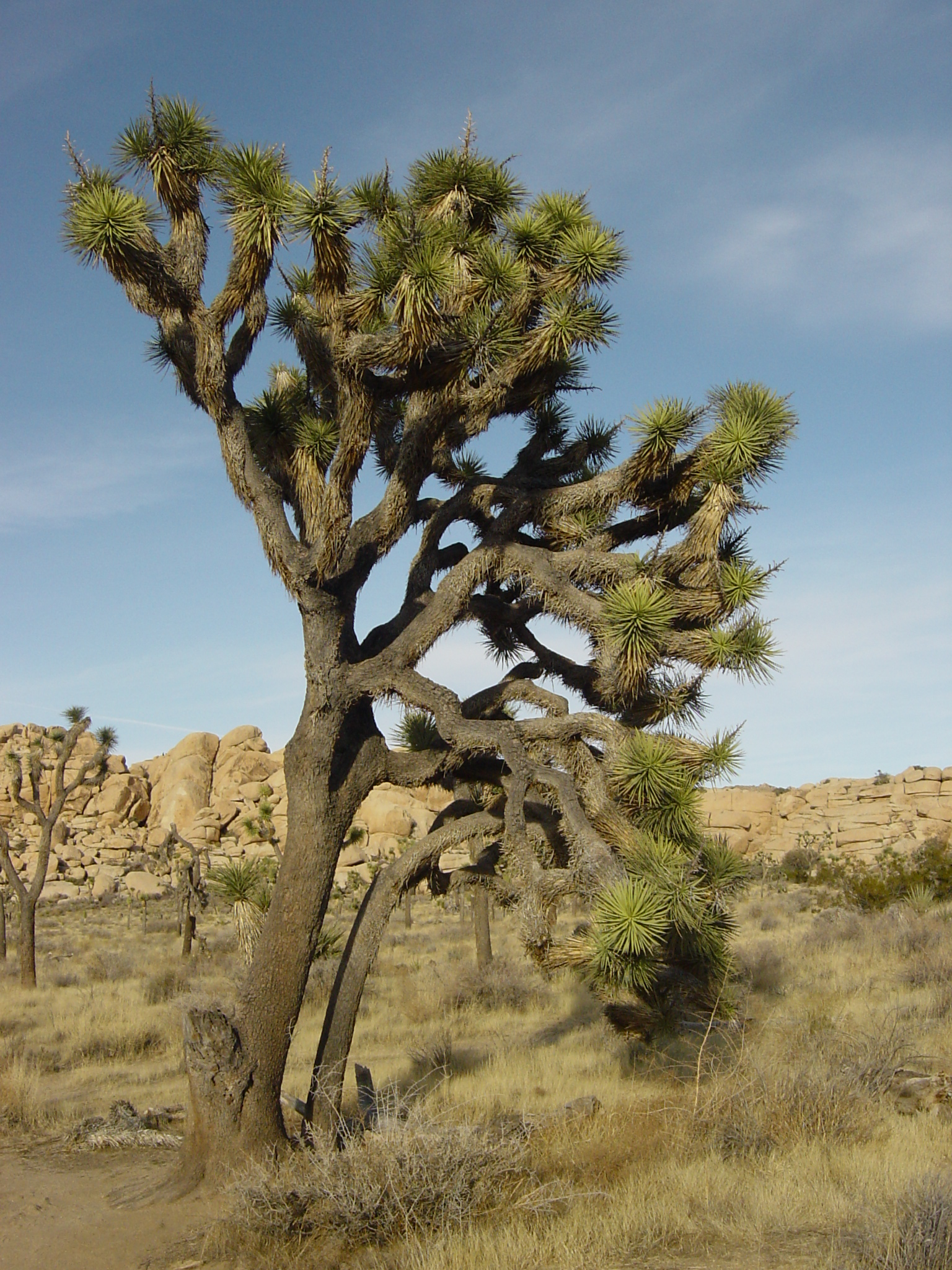
Parc national de Joshua Tree.

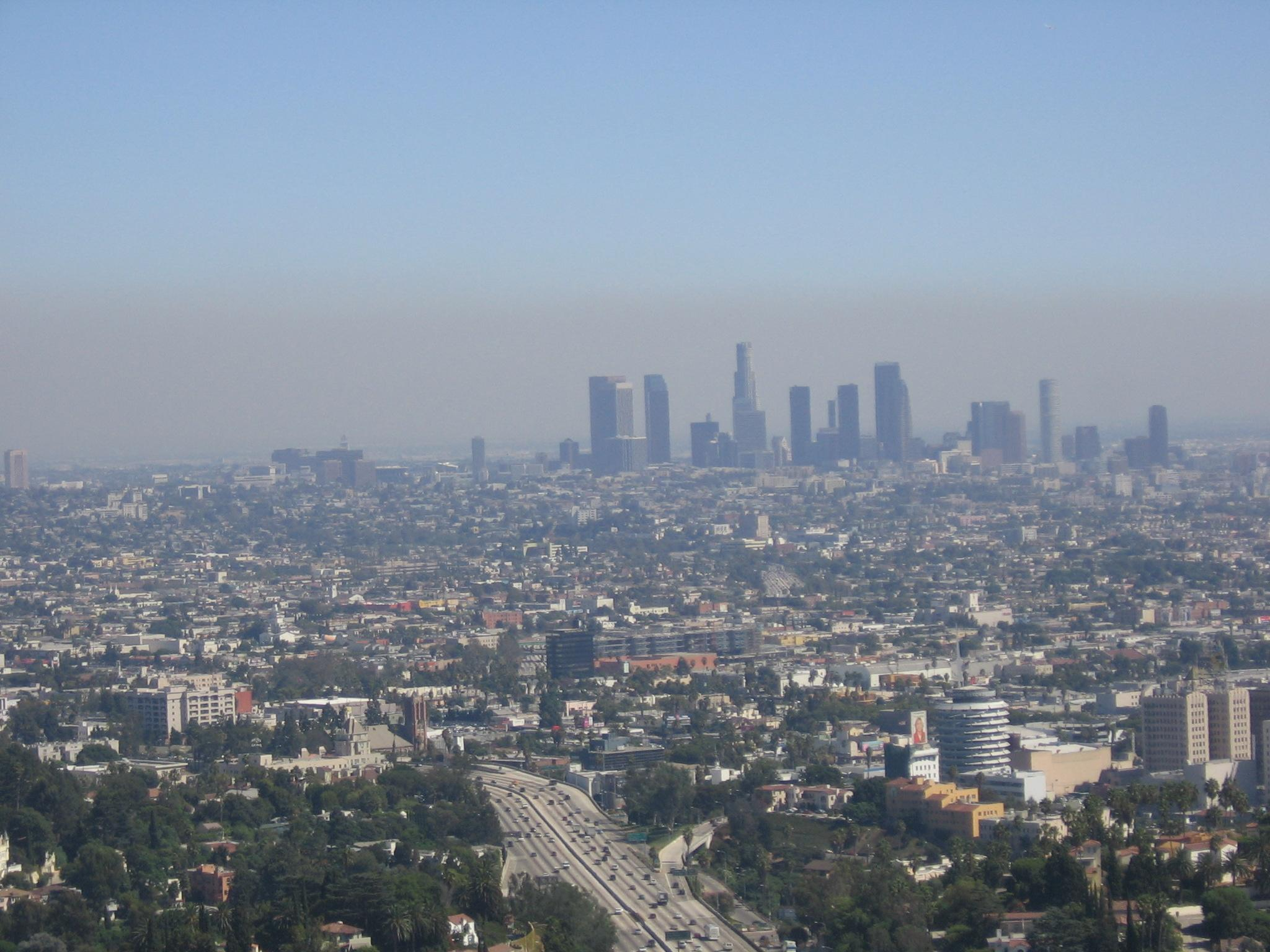
Smog sur Los Angeles.
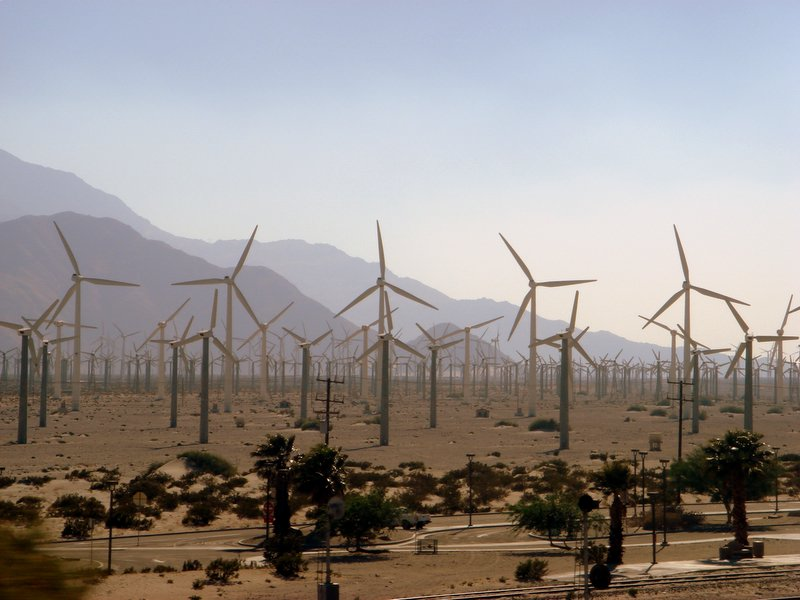
Parc éolien de San Gorgonio Pass.
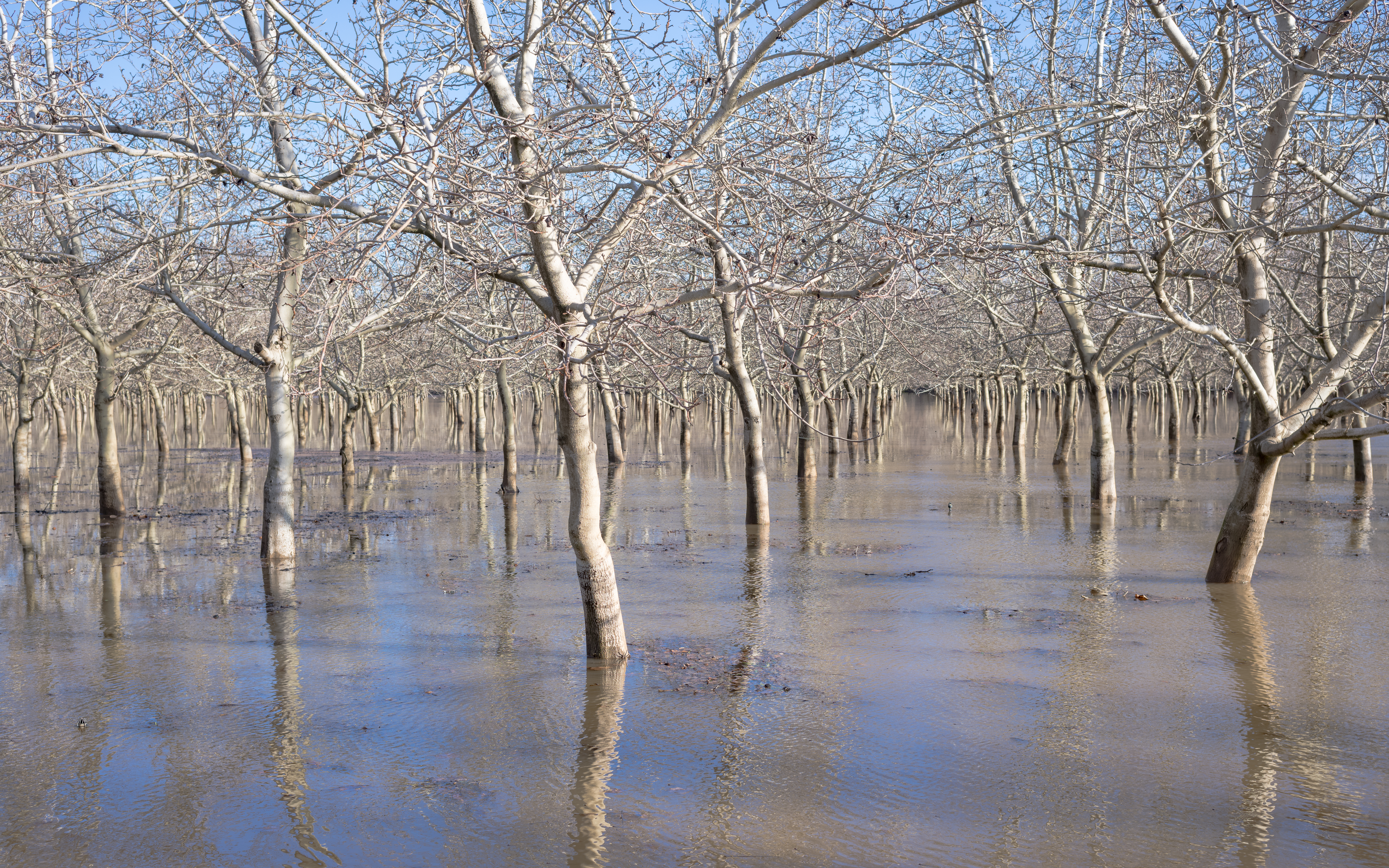
Culture de noix (voir Walnuts in California (en)) dans le Comté de Butte (Californie) inondée par le Sacramento (fleuve) lors des « 2022–2023 California floods (en) ». Janvier 2023.
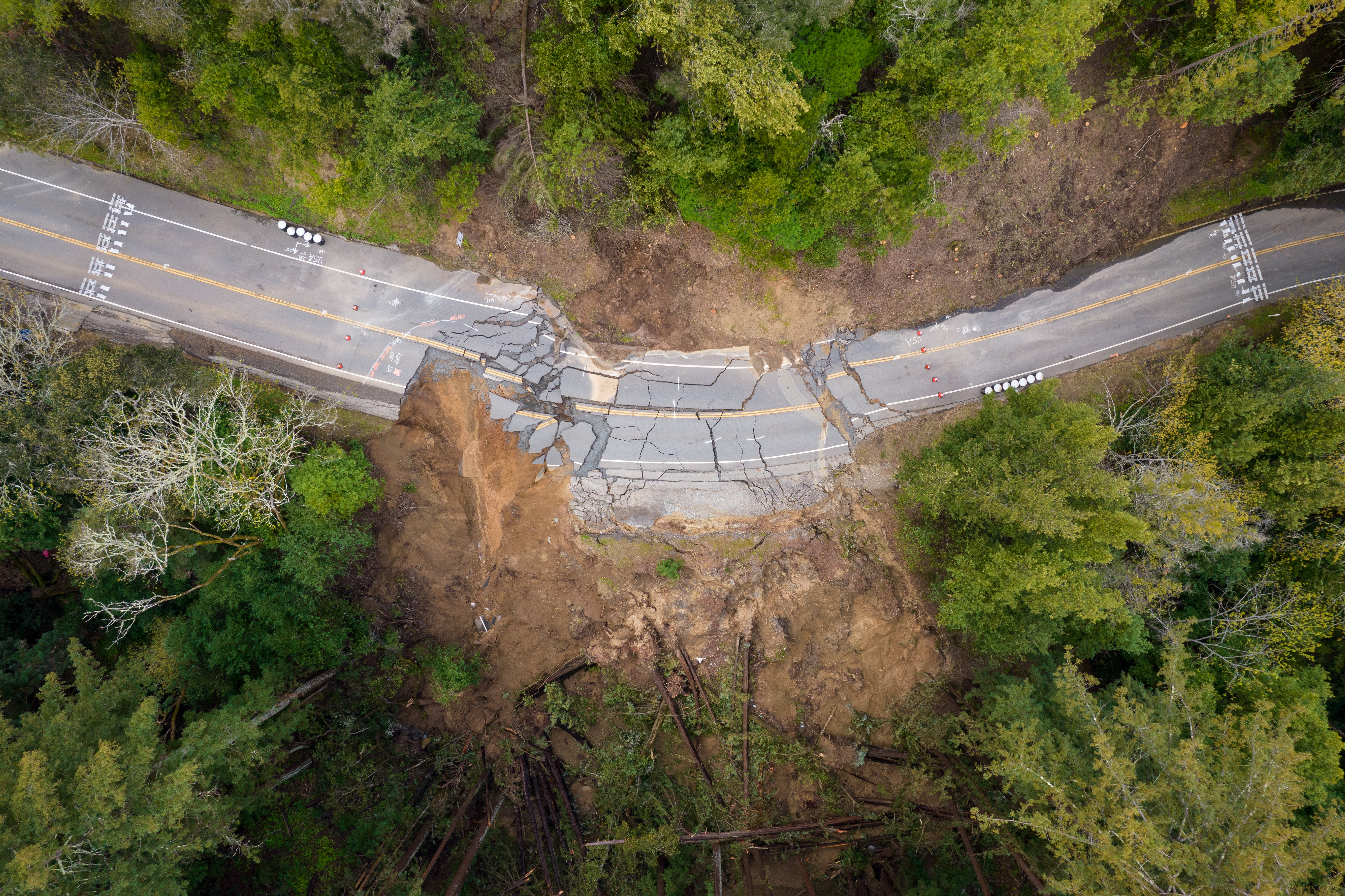
La California State Route 84 (en) effondrée lors des « 2022–2023 California floods (en) ». Avril 2023.

## La répartition des milieux naturels, d’ouest en est

### L’océan Pacifique et le littoral

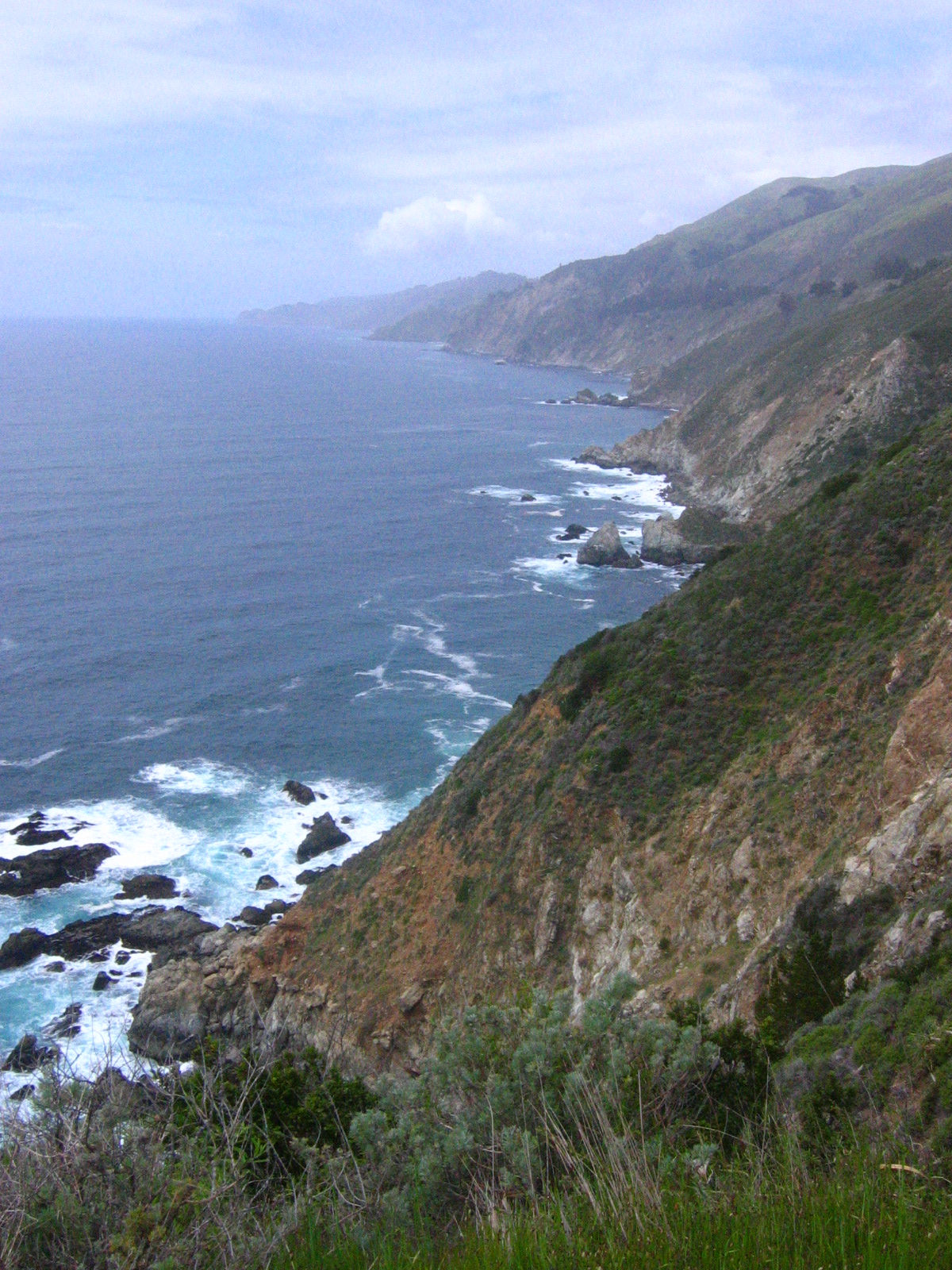
Big Sur, en Californie, donnant sur l'océan Pacifique.

Le littoral californien, qui mesure environ entre 1 350 km de longueur et 5 000 km en comptant les baies, est échancré par de nombreux golfes et baies (baie de Humboldt, baie de San Francisco, baie de Monterey, baie de Santa Monica, golfe de Santa Catalina), et ponctué par des caps et des pointes (cap Mendocino, Point Reyes). Les estuaires (de la Klamath, du Sacramento, du San Joaquin) sont dominés par des milieux marécageux. Les étendues plates sont relativement étroites (sauf le Bassin de Los Angeles). Les villes de San Diego, Los Angeles, Monterey et San Francisco occupent les rares sites de ports naturels et ont débordé sur les collines riveraines. D’autres agglomérations, beaucoup plus petites, sont installées sur les estuaires (de la Salinas par exemple), les plaines alluviales et les rares bandes de terrain disponibles entre océan et montagnes. À Big Sur, la chaîne granitique plonge à pic dans l’océan, créant un paysage d’escarpement littoral préservé et faiblement peuplé. L’érosion est intense sur certains secteurs, à cause de la houle et des aménagements humains.
Les îles sont peu nombreuses : les îles Farallon constituent un petit archipel à l’ouest de San Francisco ; quelques îles se trouvent dans la baie de San Francisco, dont la plus célèbre est Alcatraz. Plus au sud, les Channel Islands bordent le littoral au large de Santa Barbara et de Los Angeles.
Le courant de Californie, qui s'étire sur environ 2 500 km est relativement froid si bien que les températures de l’océan dépassent rarement les 18 °C, même en plein été. Le courant apporte des brouillards qui se forment lorsque l’eau de mer est plus froide que l’air ambiant. En outre, il est en relation avec le phénomène des « upwellings » : ces remontées d'eau froide venant des profondeurs sont riches en nutriments qui attirent une abondante faune sous-marine. Les baleines migrent le long des côtes californiennes. La faune sous-marine ressemble davantage à celle que l’on trouve dans les régions arctiques que celle des régions tropicales ou méditerranéennes. Le kelp abrite des milliers de poissons, qu’il est possible d’observer dans l’aquarium de Monterey. Sur les plages de sable isolées, il n’est pas rare d’apercevoir des colonies de lions de mer, d’otaries et de pélicans.
Les vents soufflent en général de l’ouest. La houle et les vagues sont des phénomènes omniprésents : ils permettent la pratique du surf et du nautisme, par exemple dans la baie de San Francisco.
Les influences maritimes dominent le climat à l’ouest des chaînes côtières : températures douces et humidité atmosphérique sont constantes dans cette partie de la Californie. Plus on descend la côte vers le sud, plus les températures moyennes annuelles augmentent et plus les précipitations diminuent : ainsi, à Crescent City, elles sont de 1 689 mm, à San Francisco de 608 mm et à San Diego de 201 mm.

### Les chaînes côtières (Coast Ranges)

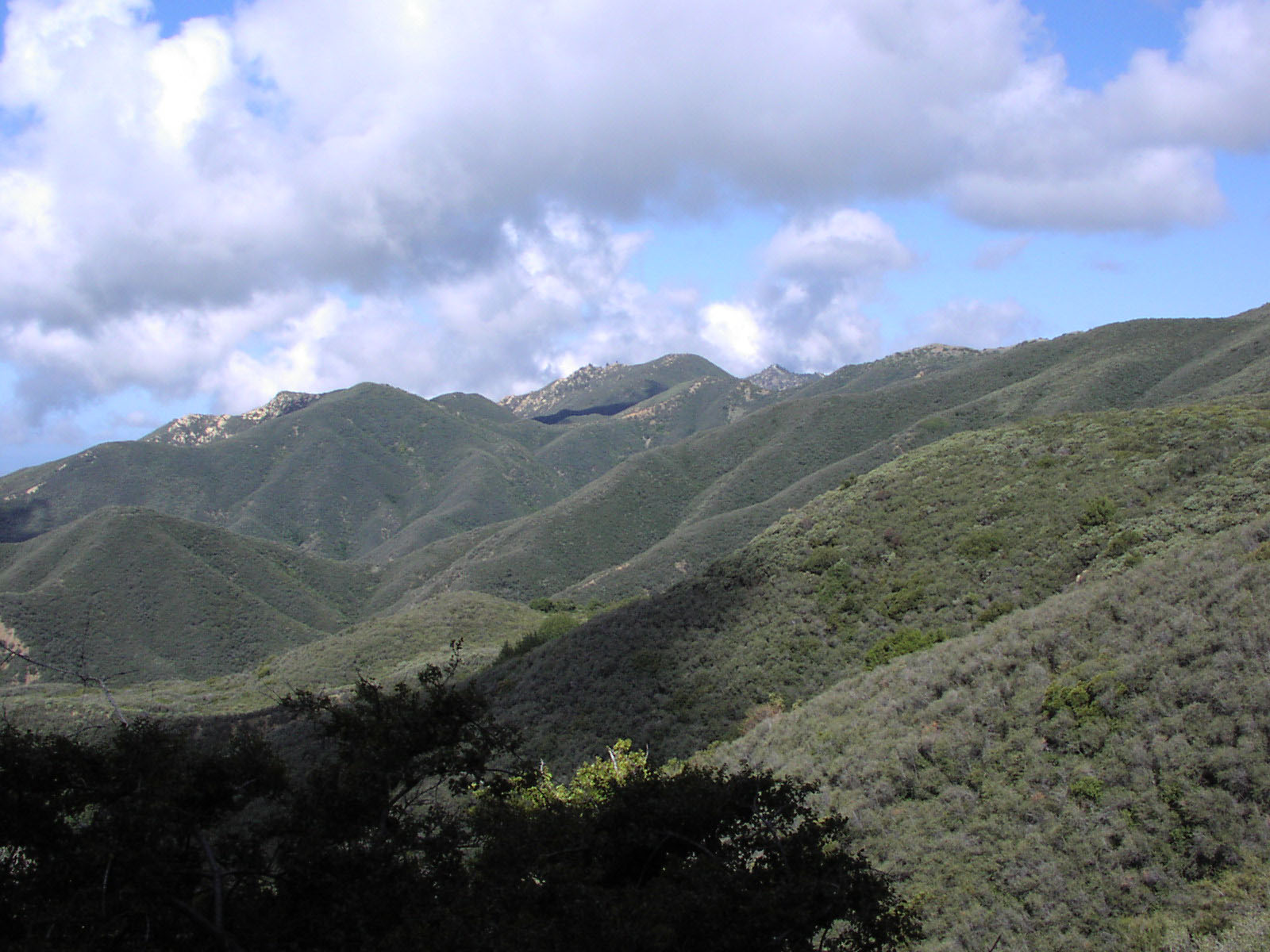
Chaparral sur les chaînes côtières, Californie du Sud.

Les chaînes côtières (Coast Ranges), parallèles au rivage et d’orientation méridienne, s’étirent du Canada au Mexique. Elles se trouvent entre la Vallée centrale de Californie et l’océan. Elles mesurent 30 à 65 km de large, 600 à 2 400 mètres de hauteur. Ces petites chaînes de roches plissées reçoivent d’importantes précipitations dans leur partie nord où les forêts de séquoias ont pu prospérer, du sud de Monterey jusqu’à l’Oregon. Ils sont parmi les plus grands et les plus vieux arbres de la planète. Ces forêts ont été exploitées pour le bois de construction, particulièrement résistant aux incendies et aux insectes. Une partie de ces forêts est désormais protégée dans les trois parcs naturels : parc d’État de Humboldt Redwoods (comté de Humboldt), Redwood National and State Parks (comté de Del Norte) et Muir Woods National Monument (comté de Marin, juste au nord de San Francisco). Au sud, la Santa Lucia Range offre des falaises qui dominent l'océan de 240 mètres.
D’une manière générale, la flore des chaînes côtières dépend de la latitude et de l’altitude : cependant, on retrouve le chêne de Californie sur la bordure occidentale de l’État. Le nord et le centre sont le domaine du séquoia, du pseudotsuga, du sapin de Douglas, de l’épicéa et du tanoak. En allant vers le centre apparaissent le chêne blanc de Californie, le chêne bleu et le pin de Monterey, mais les arbres sont de moins en moins nombreux. Dans la région de Los Angeles et de San Diego, la chaîne côtière est couverte de chaparral, un maquis de buissons et de broussailles, particulièrement sensible aux incendies en été, mais qui renaît facilement. La faune des chaînes côtières est diverse : le nord est le royaume du cerf à queue noir, de l’ours noir, du puma, du coyote, du raton laveur, de la marte, du pékan et de la loutre commune. Plus au sud, on trouve le cerf hémione, le lynx, le renard, la belette, l’opossum et l’écureuil de Californie.

### Reliefs du nord

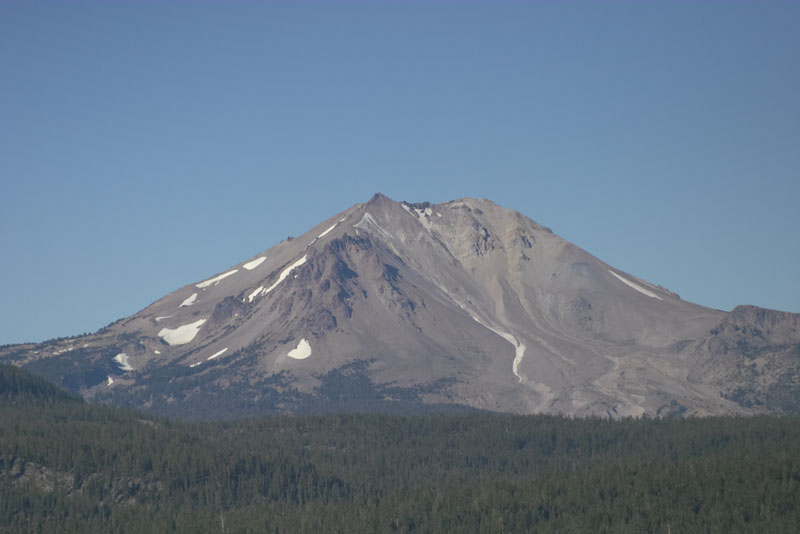
Mont Lassen.

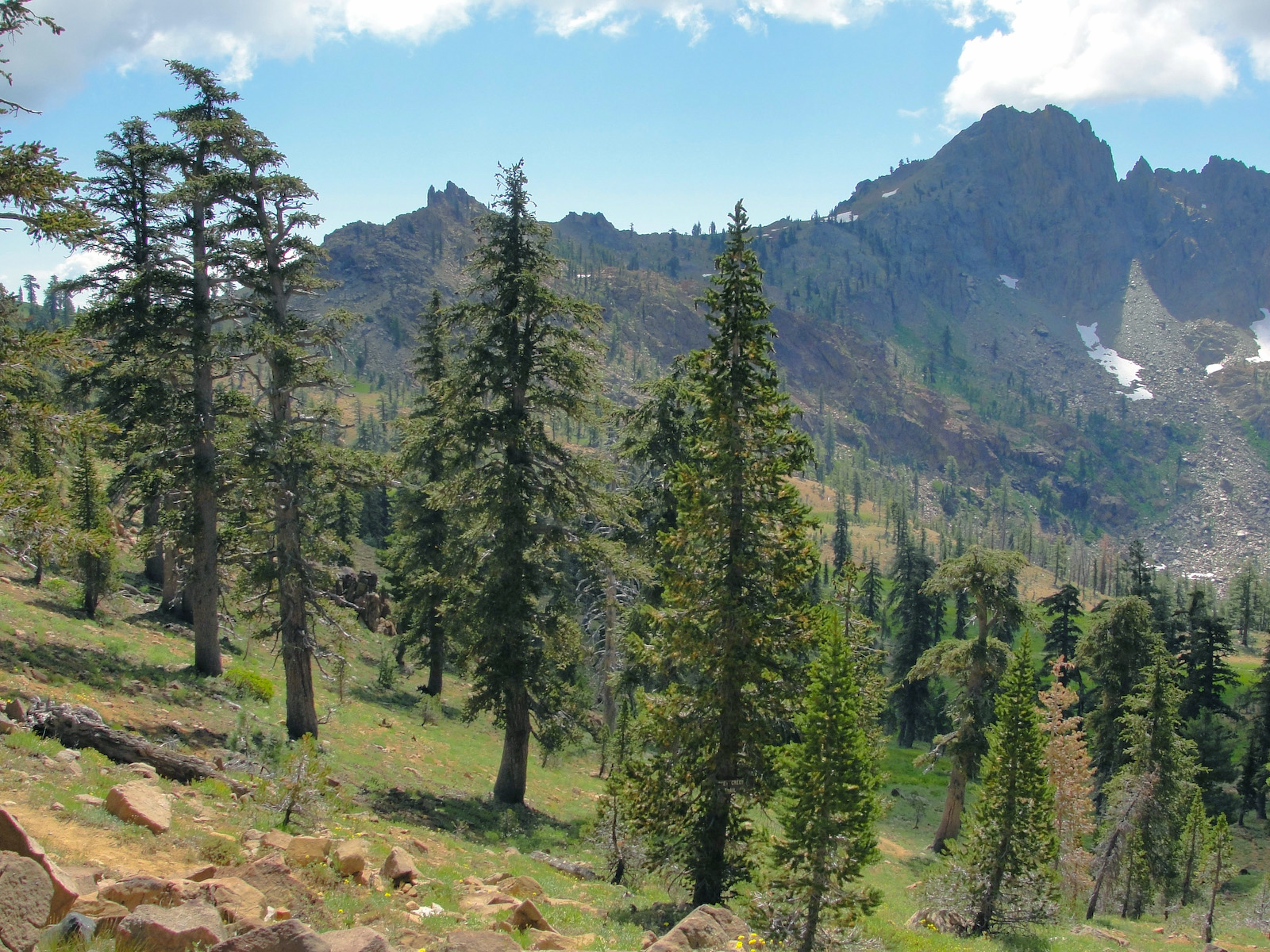
Monts Klamath.

Au nord-ouest se trouvent les monts Klamath (avec le pic Thomson, 2 744 mètres), bordées à l’est par la chaîne des Cascades (mont Shasta, 4 317 mètres) qui s’étend sur l’Oregon et l’État de Washington. Plusieurs carrières de marbre et de serpentine y sont exploitées.
Le climat est rude et neigeux en hiver. Les étés sont chauds et peu arrosés. Les terrains volcaniques du plateau de Modoc, irrigués par de petits cours d’eau et constellé de lacs, restent suffisamment arrosés pour permettre l’élevage et l’agriculture.
La région offre une flore rare de pins et de cyprès : Chamaecyparis lawsoniana, Pinus balfouriana, Picea breweriana et Kalmiopsis leachiana.

### La Vallée Centrale de Californie

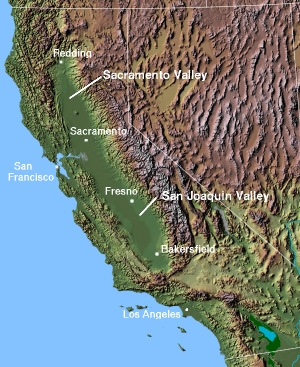
Localisation de la Vallée centrale (en vert foncé).

La Vallée Centrale est une dépression d’origine tectonique d'environ 600 km de longueur, couverte par les molasses résultant de l’érosion des montagnes qui l’encadrent, c’est-à-dire les chaînes côtières et la Sierra Nevada. L'épaisseur de ces terrains sédimentaires de l'ère quaternaire peut atteindre 900 mètres,. Les deux plus grands fleuves de Californie coulent dans la Vallée Centrale : au nord le Sacramento, au sud, le San Joaquin. La disposition longitudinale des chaînes voisines a une influence sur le climat de la Vallée centrale. Ainsi, les chaînes côtières font obstacle aux vents océaniques qui apportent pluie et fraîcheur. Au fur et à mesure qu’on s’éloigne vers l’intérieur du continent, les précipitations diminuent : la Vallée Centrale ne reçoit que peu d’eau : à Fresno le total annuel des précipitations est de 260 mm pour une température moyenne de 16,8 °C. La région méridionale est la moins arrosée. Ces différences climatiques déterminent en partie les choix agricoles. Avant l’arrivée de l’homme blanc, les prairies étaient les terrains de parcours des antilopes d’Amérique (pronghorn ou Antilocapra americana) et des Wapitis. Aujourd’hui, la vallée centrale est presque entièrement cultivée. Les chênes sont espacés parce que le sol est pauvre et que l’eau est rare. Les milieux humides qui ont fortement régressé à cause de l’urbanisation et de la mise en valeur agricole, abritent des colonies d’oiseaux migrateurs. Quant au puma, il voit son habitat se réduire comme une peau de chagrin.

### Les Channel Islands
Les Channel Islands (ou îles du détroit) sont un archipel de huit îles situées dans l’océan Pacifique au large de Los Angeles et de Santa Barbara au sud-ouest de la Californie. La plus étendue est l’Île Santa Cruz (250 km2). Elles sont réparties en deux groupes de quatre îles chacun : le groupe le plus au nord est séparé de la côte par le détroit de Santa Barbara. Le groupe le plus au sud est plus dispersé et séparé du littoral par le détroit de San Pedro. Lors de la dernière glaciation, les quatre îles septentrionales ne formaient qu’une seule masse de terre nommée Santa Rosae. De nombreuses espèces de plantes et d’animaux sont endémiques.

### Les déserts du sud

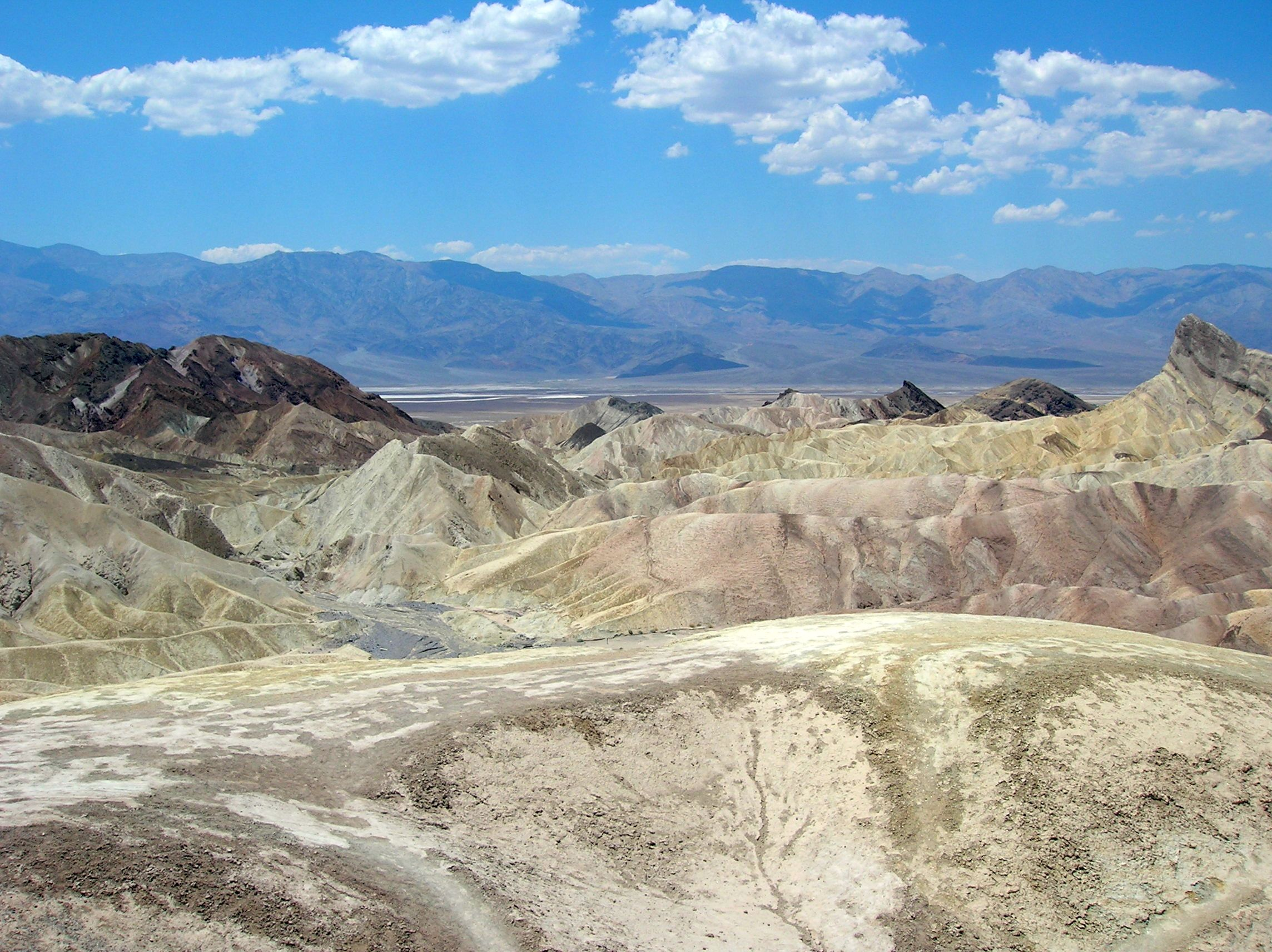
Paysage désertique de la vallée de la Mort.

La Californie du Sud-Est est une région désertique qui s’est formée à l’abri des chaînes de montagne : les nuages venus de l’océan Pacifique déversent leurs précipitations sur la Sierra Nevada ; l’air qui redescend sur le Grand Bassin situé à l’arrière est sec et brûlant. Dans ces milieux arides, la flore est adaptée à la sécheresse et la faune est souvent nocturne, pour échapper à la chaleur : arbres de Josué, créosote, cactées, yucca, atriplex, encelia, mesquite.
Le désert des Mojaves est le plus proche de l’océan Pacifique et se trouve aux portes de Los Angeles. Il reçoit environ 150 mm de pluie par an et se trouve à une altitude relativement élevée, autour de 1 000 mètres. Il mesure 65 000 km2 soit 1/6e de la superficie de la Californie.
Le désert de Sonora concerne surtout les états voisins de l’Arizona et du Mexique, mais déborde sur le sud-est de la Californie. Il est connu pour ses imposants cactus en forme de cierge, les saguaros.
Le désert du Colorado, dont la plus grande extension se trouve dans l’État voisin. Il s’inscrit dans le prolongement du golfe de Californie et occupe la vallée impériale (Imperial Valley). Celle-ci mesure 10 500 km2 et se trouve en dessous du niveau moyen de la mer. L’amarante, dont les buissons forment des boules poussées par le vent, est caractéristique de ce désert. La vallée de la Mort appartient à la région géologique du Grand Bassin mais se rattache climatiquement au désert des Mojaves. C’est l’endroit le plus chaud d’Amérique du Nord (record : 57 °C).

### La Sierra Nevada
La Sierra Nevada s’étire sur environ 700 km du col Fredonyer au nord, au col Tehachapi au sud. Elle est encadrée à l’ouest par la Vallée Centrale de Californie et à l’est par le Grand Bassin. Plus on va vers l’est, plus les altitudes augmentent jusqu’à la ligne de crête, puis redescendent brusquement de l’autre côté. Les rivières qui naissent sur cette ligne à l’est se jettent dans l’océan Pacifique. Le gradient d’altitude augmente lorsque l’on se dirige vers le sud. Dix sommets dépassent 4 200 mètres d’altitude comme le mont Whitney (4 421 mètres). Les formes de relief de la chaîne sont dues au soulèvement de la région et à l’érosion glaciaire. La célèbre vallée de Yosemite se trouve dans le centre de la Sierra Nevada. D’autres parcs naturels se situent dans cette partie de la Californie, et attirent de nombreux touristes et vacanciers des villes proches (Sequoia & Kings Canyon National Park...). Le climat est froid et neigeux en hiver : « Sierra Nevada » signifie chaîne enneigée en espagnol. On mesure plus de cinq mètres par an à Truckee, au nord du lac Tahoe) qui bloque les cols et les routes plusieurs mois d’octobre à juin. Certains cols sont à 2 700 mètres d'altitude.

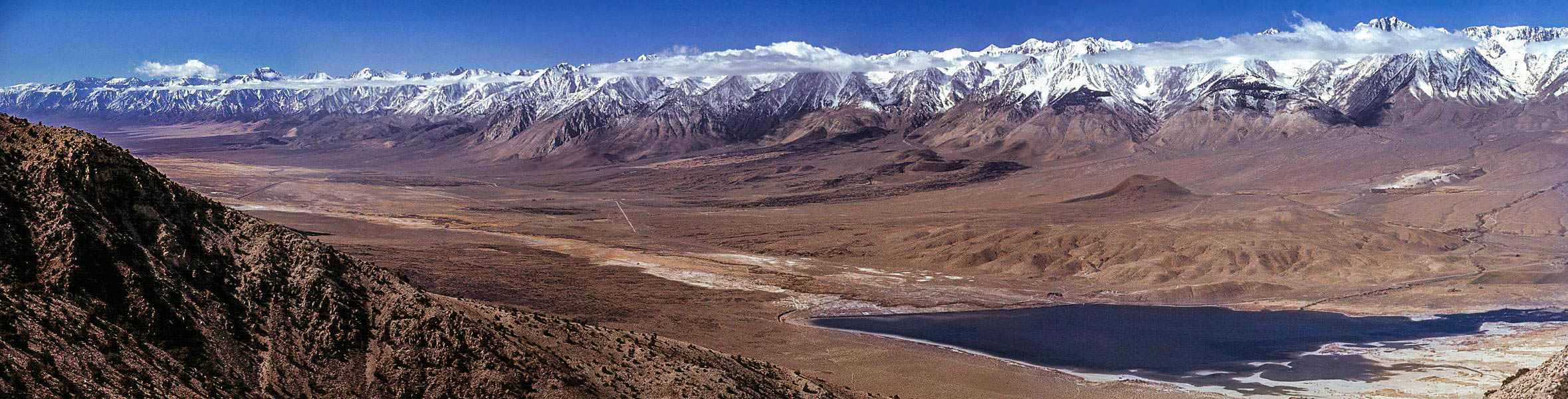
Le versant oriental de la Sierra Nevada.

### L’Est de la Californie
L’est de l’État est occupé par une région de chaînes et de bassins (Basin and Range ou Grand Bassin en français) où alternent chaînes de montagne (horsts : Chaîne Paramint par exemple) et cuvettes désertiques (grabens : la vallée de la Mort). La vallée de l'Owens (Owens Valley) est la plus profonde des États-Unis avec 3 000 mètres de dénivelé. Le lac Mono est de formation volcanique. Il s’étend à l’est du parc national de Yosemite.

## Géographie humaine et urbanisation

### Disparités de peuplement et urbanisation

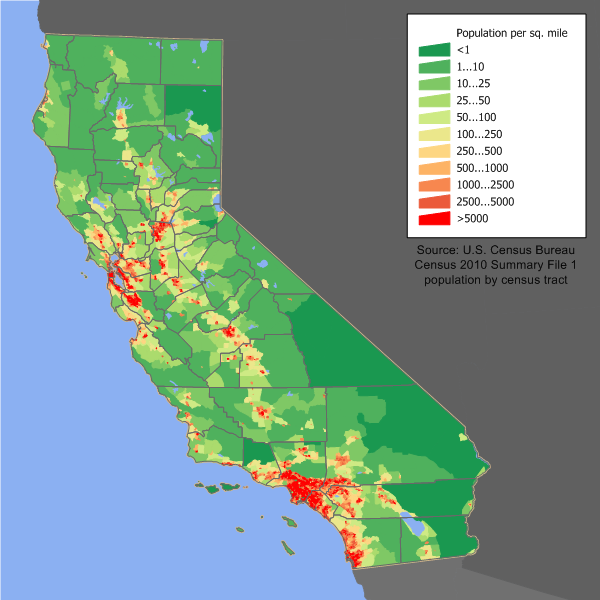
Carte des densités. En rouge, les secteurs les plus peuplés. En vert foncé, les secteurs presque vides.

La très grande majorité de la population californienne (70 %) se rassemble dans les cinq plus grandes agglomérations. Le nord, avec un climat plus rigoureux et peu d’activité industrielle, est peu peuplé. L’intérieur désertique est également délaissé, hormis quelques oasis.
En Californie, l’urbanisation a été spectaculaire à partir du XIXe siècle. De nombreuses villes ont poussé comme des champignons et l’urbanisation a été souvent brutale. Les immigrants récents se sont implantés dans des quartiers à base ethnique qui ont survécu ou dans des secteurs délabrés. Les villes continuent aujourd’hui de s’étendre, par mitage sur les collines qui les environnent ou vers les marges désertiques. La croissance urbaine pose des problèmes de pollution, de gestion des déchets et d’approvisionnement en eau. L’étalement urbain est particulièrement spectaculaire dans l’agglomération de Los Angeles. Une mégalopole est en cours de formation à l’ouest de l’État : elle est surnommée SanSan, car cette région urbaine s’étend de San Francisco au nord, à San Diego au sud. Près d’un tiers de Californiens résident dans l’agglomération de Los Angeles et celle de San Francisco regroupe sept millions de personnes. Le rôle de ces deux pôles urbains est déterminant dans l’organisation de l’espace californien. La puissance et la fonction de direction des villes sont représentées par les Central Business Districts : il en existe en dehors des mégapoles, par exemple à Oakland. L’agglomération de Los Angeles se caractérise même par plusieurs centres des affaires dispersés. Les gratte-ciel et l’architecture d’une manière générale, ont toujours été novateurs : que l’on pense à la forme de la Transamerica Pyramid ou du Walt Disney Concert Hall.
Les principales agglomérations sont situées sur un estuaire ou une baie ou bien encore sur un cours d’eau (Sacramento, Stockton). À l’intérieur des terres, la vallée centrale se présente comme un chapelet de villes moyennes qui sont autant de nœuds autoroutiers et de centres de redistribution des productions agroalimentaires. Quelques villes se sont installées dans le désert : Palmdale, Palm Springs, Barstow, Victorville, etc. Ces villes de la vallée de Coachella sont des havres où les retraités viennent chercher le soleil, loin du tumulte de Los Angeles.
Population des 10 villes de Californie les plus peuplées (2008),

### Géographie économique

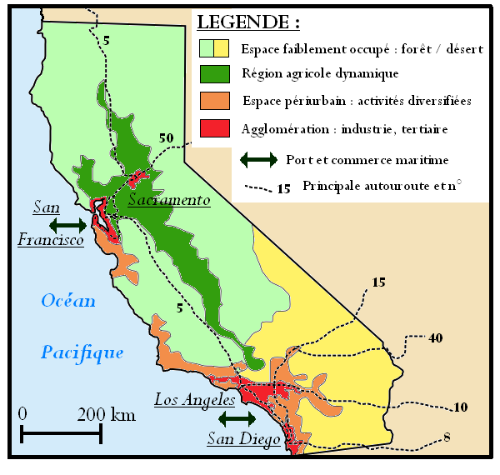
L’organisation de l’espace californien.

La Californie est l'État des États-Unis qui produit le plus de richesses. Foyer économique majeur d’envergure mondiale, elle concentre d’importants centres de production et d’activités diversifiées. Premier État pour l'agriculture, la Californie domine la production américaine de fruits, de légumes et de vin. Les autres secteurs les plus importants sont les industries de pointe (Silicon Valley, Californie du Sud), le tourisme (65 millions de visiteurs par an) et le cinéma (Los Angeles).

#### Atouts californiens
Les explications de cette puissance sont diverses : la Californie dispose de ressources naturelles abondantes : les minerais et le bois servent de matière première. Les fleuves et les hydrocarbures sont des sources d’énergie. Les remontées d'eau froide sont à l’origine d’une faune aquatique riche qui alimente le secteur halieutique. L’histoire a également favorisé l’État : la Californie s’est enrichie au XIXe siècle grâce à la ruée vers l’or et au développement agricole. Au XXe siècle, la découverte du pétrole et les innovations (cinéma, informatique) ont hissé la région aux plus hauts niveaux mondiaux. Les facteurs humains sont aussi loin d’être marginaux : terre d’immigration, le climat, les richesses naturelles et les emplois californiens ont toujours attiré une main d’œuvre abondante (18,1 millions en 2007) et jeune. La Californie est l'État le plus peuplé des États-Unis. La proximité du Mexique a stimulé toute une partie de l’agriculture et de l’industrie. Les universités prestigieuses (Berkeley, Stanford...) et des travailleurs qualifiés sont à la base du succès économique. La variété des paysages favorise de nombreuses pratiques récréatives et de tourisme : activités nautiques et balnéaires sur le littoral sud, parcs nationaux à l'intérieur des terres.

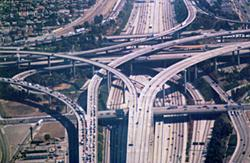
L'échangeur Judge Harry Pregerson à Los Angeles.

Enfin, la situation de la Californie, sur l’océan Pacifique, a donné lieu à un intense trafic maritime avec le Japon et depuis peu la Chine. Depuis les années 1860, liaisons ferrées relient la côte ouest aux foyers urbains et industriels du Nord-Est des États-Unis.

#### Deux principaux pôles économiques

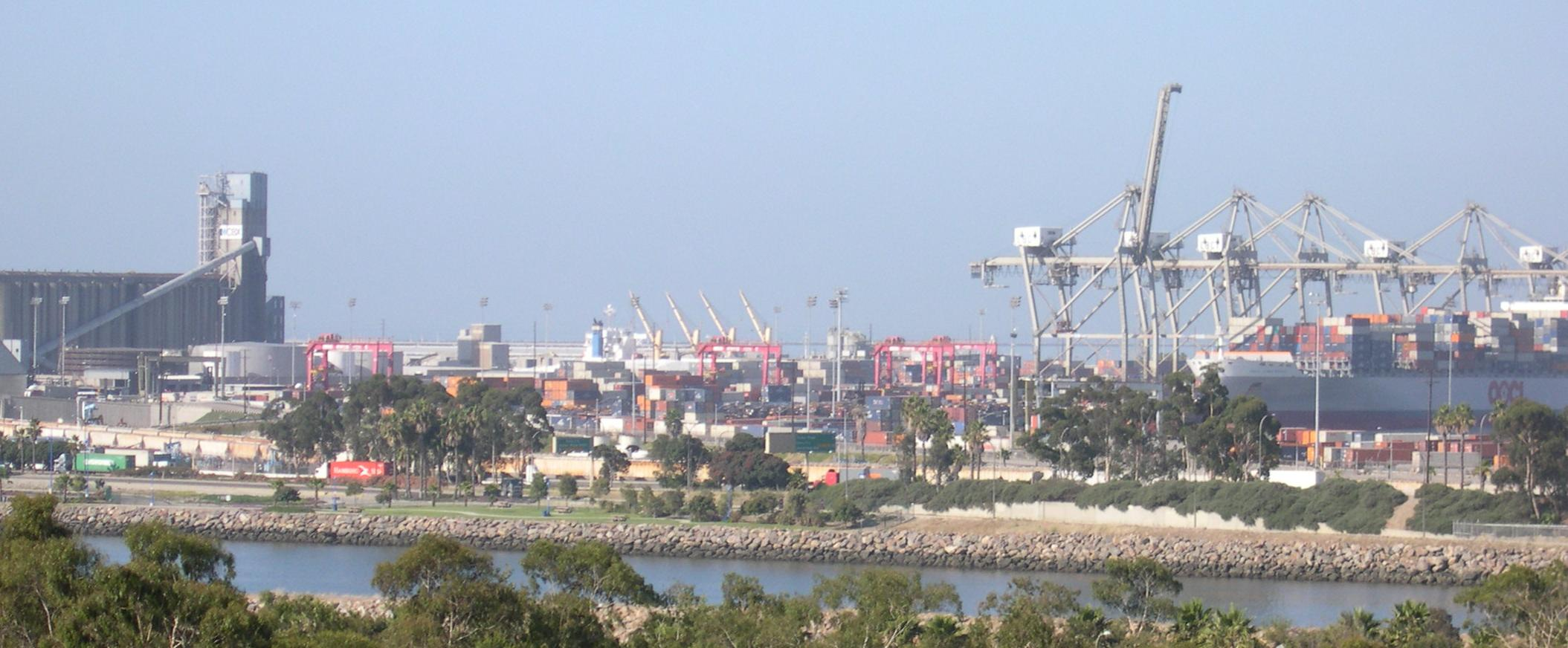
Le port de Long Beach.

Les deux métropoles californiennes concentrent l’essentiel des activités économiques de la région. La région la plus peuplée de l’État dépend de l’eau de la Sierra Nevada (San Francisco) ou du Colorado (Los Angeles).
Les deux villes ont développé une puissante industrie dont les produits sont envoyés par porte-conteneurs ou par voie terrestre. Los Angeles se distingue par la production des hydrocarbures, les industries lourdes et l’importance du complexe militaro-industriel. La région de San Francisco se spécialise dans la haute technologie avec le Silicon Valley.
Les deux villes partagent une vocation maritime : le port de Long Beach-Los Angeles est le premier port maritime américain avec un trafic de 107 millions de tonnes en 1998. Les importations du sud de l’État sont composées à 85 % de produits venant d’Asie. 230 milliards de dollars de marchandises passent par le port de Los Angeles-Long Beach, avec un taux de croissance de 15 % par an (données 2004). Le port d'Oakland, dans la baie de San Francisco, constitue une interface entre l’intérieur de l’État et les autres pays de l’océan Pacifique. Le secteur tertiaire est dominé par le tourisme et les services financiers dans les deux métropoles californiennes qui ont chacune un aéroport international.

#### Les vallées: essentiellement agricoles

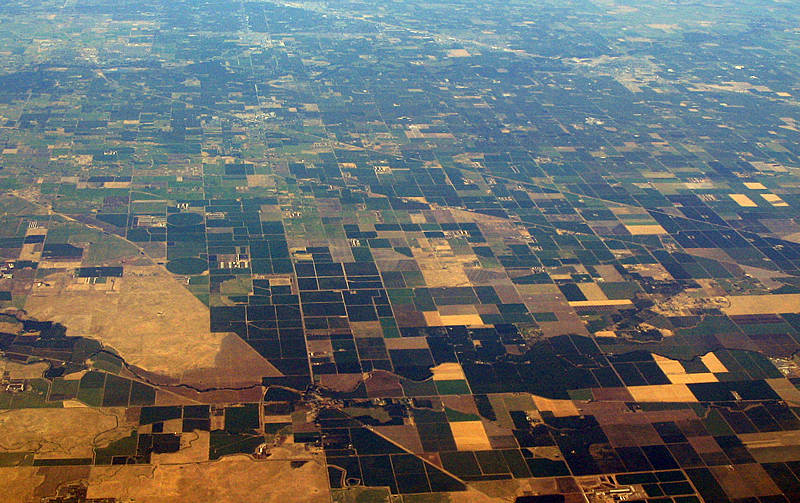
Photographie aérienne de la Vallée Centrale de Californie : l’agriculture intensive y est omniprésente.

La Vallée centrale de Californie est la principale région agricole de l’État. Elle profite d’atouts naturels (terrain plat, climat favorable, présence de cours d’eau pour l’irrigation), humains (main d’œuvre mexicaine bon marché) et financiers (concentration des capitaux). Elle fait l’objet d’une exploitation agricole intensive, moderne et diversifiée. Les sols humides du plancher alluvial ont été drainés pour mettre en valeur de nouvelles terres. Dans le sud, l’irrigation est nécessaire pour pallier le manque d’eau. Ainsi, 71 % des périmètres irrigués de Californie se trouvent dans la Vallée centrale. Une partie des produits agricoles sont mis en valeur sur place : exploitation viticole, conserveries, industries agro-alimentaires fournissent une part importante des emplois. L’autre partie est exportée, ce qui stimule le secteur économique des transports.
Les produits agricoles sont nombreux : le coton est cultivé dans le sud de la vallée, ainsi que la luzerne, l’orge et les légumes. La vallée du San Joaquin produit du raisin, des amandes et des agrumes. Plus au nord, la vallée du Sacramento produit des pêches, des prunes, des poires, du raisin, mais aussi des betteraves à sucre et des pommes de terre. Au nord de la baie de San Francisco, les comtés de Sonoma et Napa sont réputés pour leur production viticole : avec 16 millions d’hectolitres, ils assurent 90 % de la production de vin des États-Unis. Les autres activités économiques de la Vallée centrale sont le pétrole (raffineries de Bakersfield), et les transports.
La Vallée impériale produit sur des terres irriguées. La baie de Monterey, la vallée de la Salinas et la vallée de Coachella sont des régions agricoles secondaires.

#### Le reste de l’État
Le reste de la Californie, moins peuplé, exploite ses ressources naturelles : les paysages préservés attirent les touristes et les citadins. La forêt (comtés d’Humboldt, Siskiyou et Shasta), l’élevage, l’exploitation des minerais, du pétrole et les sources d’énergie (hydroélectricité, géothermie), marquent l’économie de ces régions montagneuses. Les déserts du sud-est servent de base à l’armée américaine et à la NASA (Base Edwards, Goldstone Deep Space Communications Complex). Le littoral vit du tourisme et de la pêche (Eureka, Monterey, Santa Barbara). Dans le comté de San Luis Obispo se trouvent également plusieurs raffineries et une centrale nucléaire à Diablo Canyon.